# Republik Moldau
Moldau (rumänisch Moldovaⓘ; auch Moldawien genannt; in der Schweiz amtlich Republik Moldova) ist ein Binnenstaat in Südosteuropa. Er grenzt im Westen an Rumänien. Im Norden, Osten und Süden wird die Republik Moldau vollständig von der Ukraine umschlossen, denn zwischen Moldau und dem Schwarzen Meer liegt die ukrainische Region Budschak, die von Bessarabien abgetrennt wurde.
Historisch gehörte das Territorium ab der Gründung des Fürstentums Moldau zu diesem Staat, ab 1812 zum Russischen Kaiserreich, nach dem Ersten Weltkrieg großteils zu Rumänien und ab 1940 / 1944 zur Sowjetunion. Als eigenständiger Staat existiert die Republik Moldau seit 1991, als sich die Moldauische SSR während der Auflösung der Sowjetunion für unabhängig erklärte. Seit jener Zeit behindert der Transnistrien-Konflikt erheblich die politische Entwicklung des Staates; der Staatsteil Transnistrien steht nicht unter Kontrolle der moldauischen Regierung. Moldau ist seit dem 23. Juni 2022 EU-Beitrittskandidat.

## Landesname
Der offizielle Staatsname in der Amtssprache Rumänisch als auch im Englischen lautet Moldova. Er geht zurück auf den Fluss Moldova (deutsch: Moldau; nicht zu verwechseln mit der Moldau in Tschechien), auch wenn das heutige Staatsgebiet nicht mehr von diesem Fluss berührt wird. 
Die offizielle Bezeichnung in Deutschland und Österreich lautet Republik Moldau; in der Schweiz Republik Moldova. In deutschsprachigen Ländern wird der Staat nichtamtlich häufig Moldawien genannt. 
Die Staatsbürger werden demzufolge im Deutschen als Moldauer, Moldawier oder Moldovaner bezeichnet, im Englischen Moldovan, auch Moldavian.

## Geographie
Die Republik Moldau erstreckt sich in Nord-Süd-Richtung über 350 Kilometer und west-östlich über 150 Kilometer auf einer Gesamtfläche von 33.843 Quadratkilometern. Damit zählt der Staat im weltweiten Vergleich zu den kleineren. Das Kerngebiet liegt zwischen den beiden größten Flüssen Dnister (moldauisch/rumänisch Nistru) und Pruth (Prut) und damit in der historischen Landschaft Bessarabien. Der Norden grenzt an die Podolische Platte der Westukraine.
Der südlichste Punkt der Republik Moldau ist Giurgiulești, wo der Staat auf 600 m Länge linksufrig Zugang zur Donau hat. Die südöstliche Landesspitze reicht fast – bis auf gut zwei Kilometer – an den Dnister-Liman heran, den Mündungsarm des Flusses Dnister in das Schwarze Meer. Ein kleinerer Teil des Staates mit etwa 17 % der Bevölkerung auf 12 % der Fläche liegt östlich (= links) des Dnister und hat sich 1992 im Zuge des Transnistrien-Konflikts unter dem Namen Transnistrien abgespalten.

### Flüsse und Landschaft

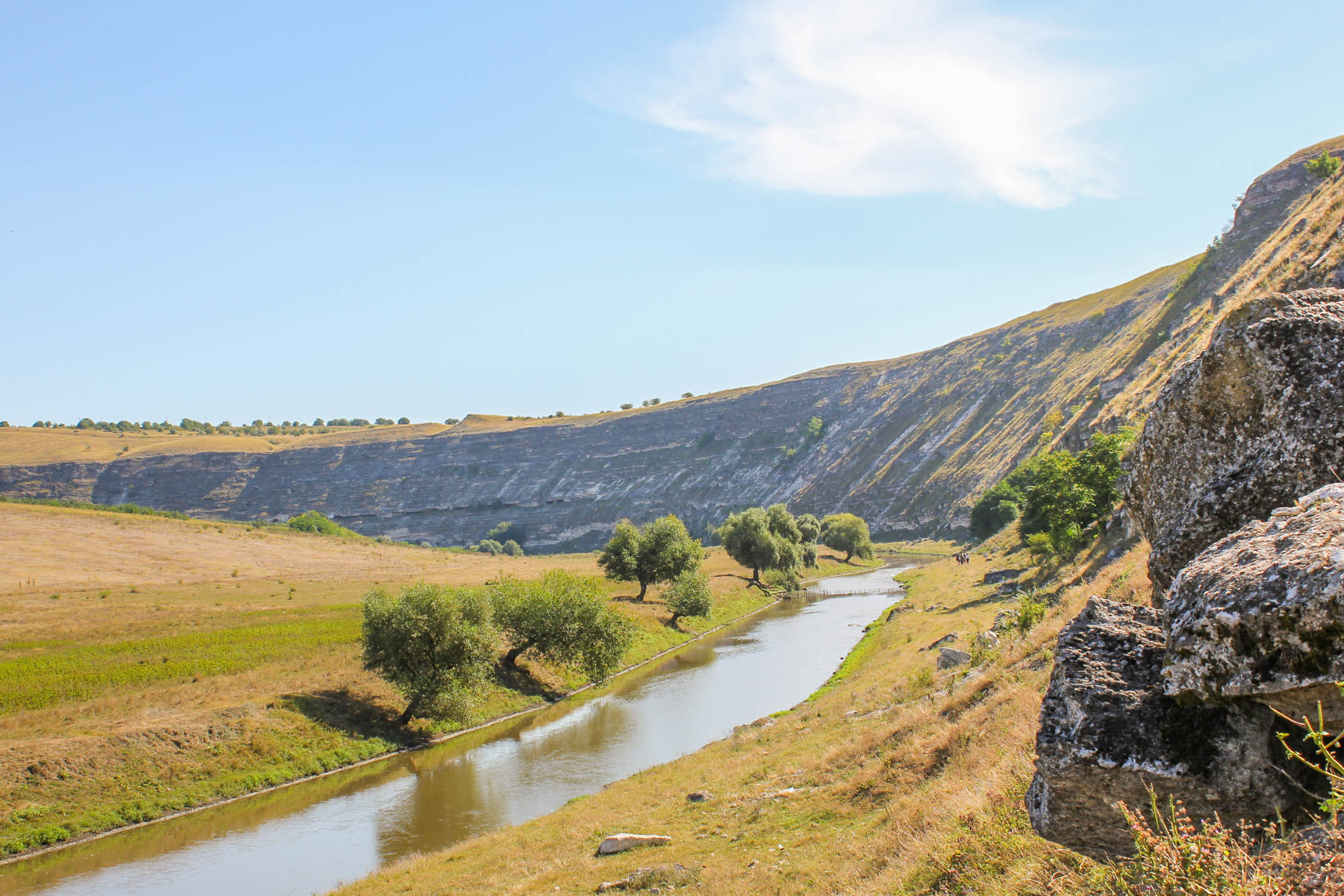
Der Răut im Nationalpark Orhei

Der Pruth mündet nahe der Südgrenze der Republik Moldau in die Donau. Die größeren Nebenflüsse (Bîc, Răut und Botna) verlaufen großteils parallel und entwässern zum Dnister.
Die Landschaft ist flachwellig (zwischen 30 m und 430 m) und zu 80 % Kulturland, was der fruchtbaren Schwarzerde in der Steppe des Südens zu verdanken ist. Im Norden ziehen sich hügelige Ebenen mit lichten Eichenwäldern und Baumsteppen. Die höchste Erhebung der Republik Moldau ist der Dealul Bălănești (430 m). Das warme, trockene Klima ermöglicht Wein- und Obstbau in großem Maßstab.
Einheimische Tiere sind beispielsweise Reh, Wildschwein, Hase, Fuchs, Wolf, Wiesel, Iltis und Luchs, zudem Nagetiere. Der zentrale Teil des Staates, umgangssprachlich als Codrii („die Wälder“) bekannt, ist überwiegend mit Eichen- und Buchenwäldern bedeckt.

### Naturschutz

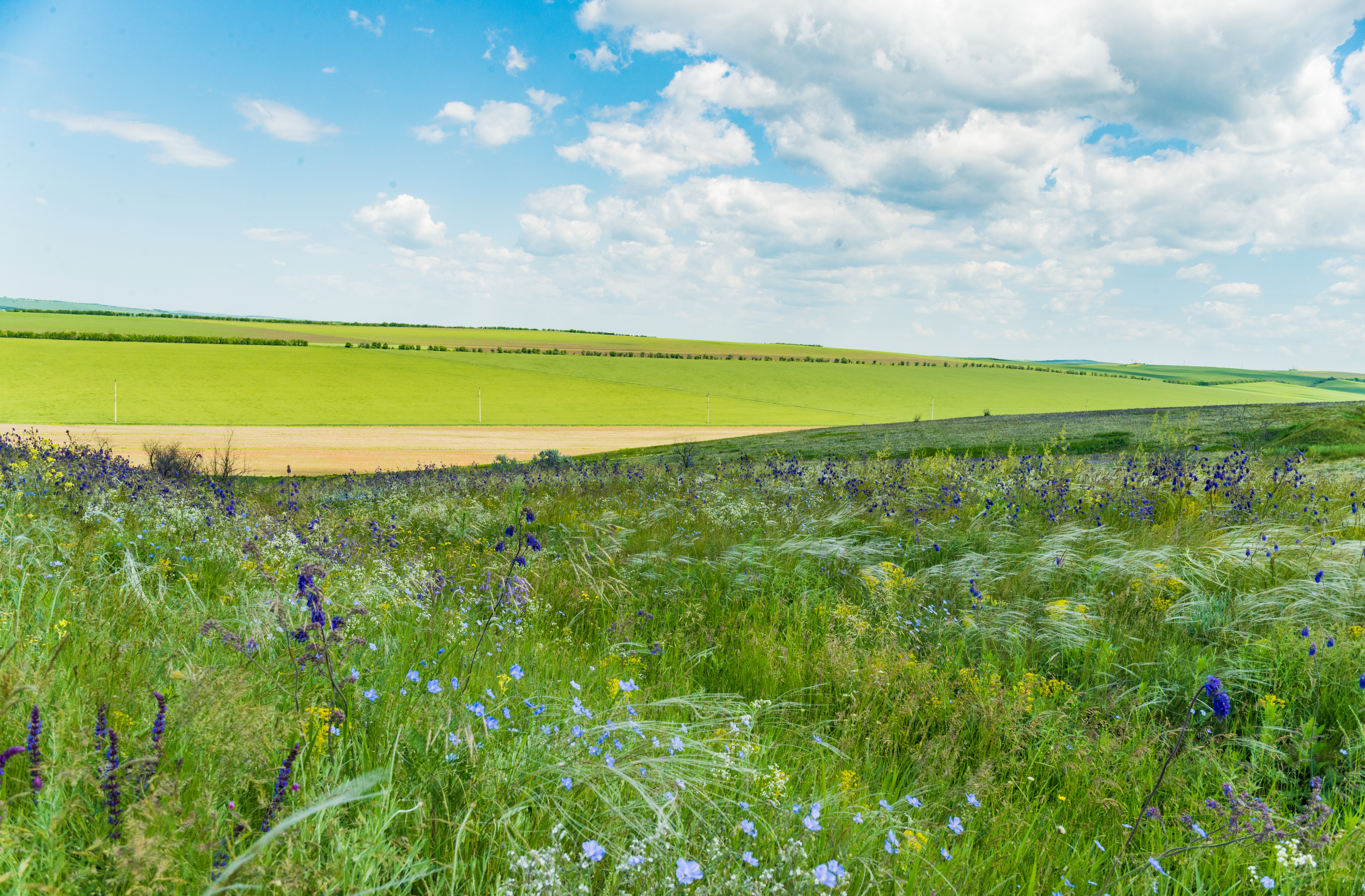
Naturschutzgebiet Bugeac in Gagausien

189.385,9 Hektar sind als Schutzgebiete ausgewiesen, das entspricht 5,61 % der Staatsfläche (Stand: 2018). Seit 2013 besteht mit dem 33.792,09 ha großen Parcul Național Orhei südlich von Orhei der erste Nationalpark der Republik Moldau. Das 2018 geschaffene Biosphärenreservat Prutul de Jos am Beleu-See umfasst 14.771,04 ha. Ein zweiter Nationalpark, Parcul Național Nistrul de Jos, wurde am 31. März 2022 durch Parlamentsbeschluss gebildet. Das Gebiet umfasst 61.883,99 ha. Am 20. Oktober 2000 trat die Republik Moldau der Ramsar-Konvention bei, einem Übereinkommen zum Schutz international bedeutsamer Feuchtgebiete. Die Gesamtfläche der drei Ramsar-Gebiete des Staates beträgt 94.705 ha und überschneidet sich teilweise mit dem Gebiet des Biosphärenreservates bzw. einem der Nationalparks.
Laut einer weltweiten Studie der University of Leeds vom Februar 2018 ist die Republik Moldau der einzige Staat Europas, dessen Entwicklung sich innerhalb der ökologischen Belastungsgrenzen vollzieht.

### Städte

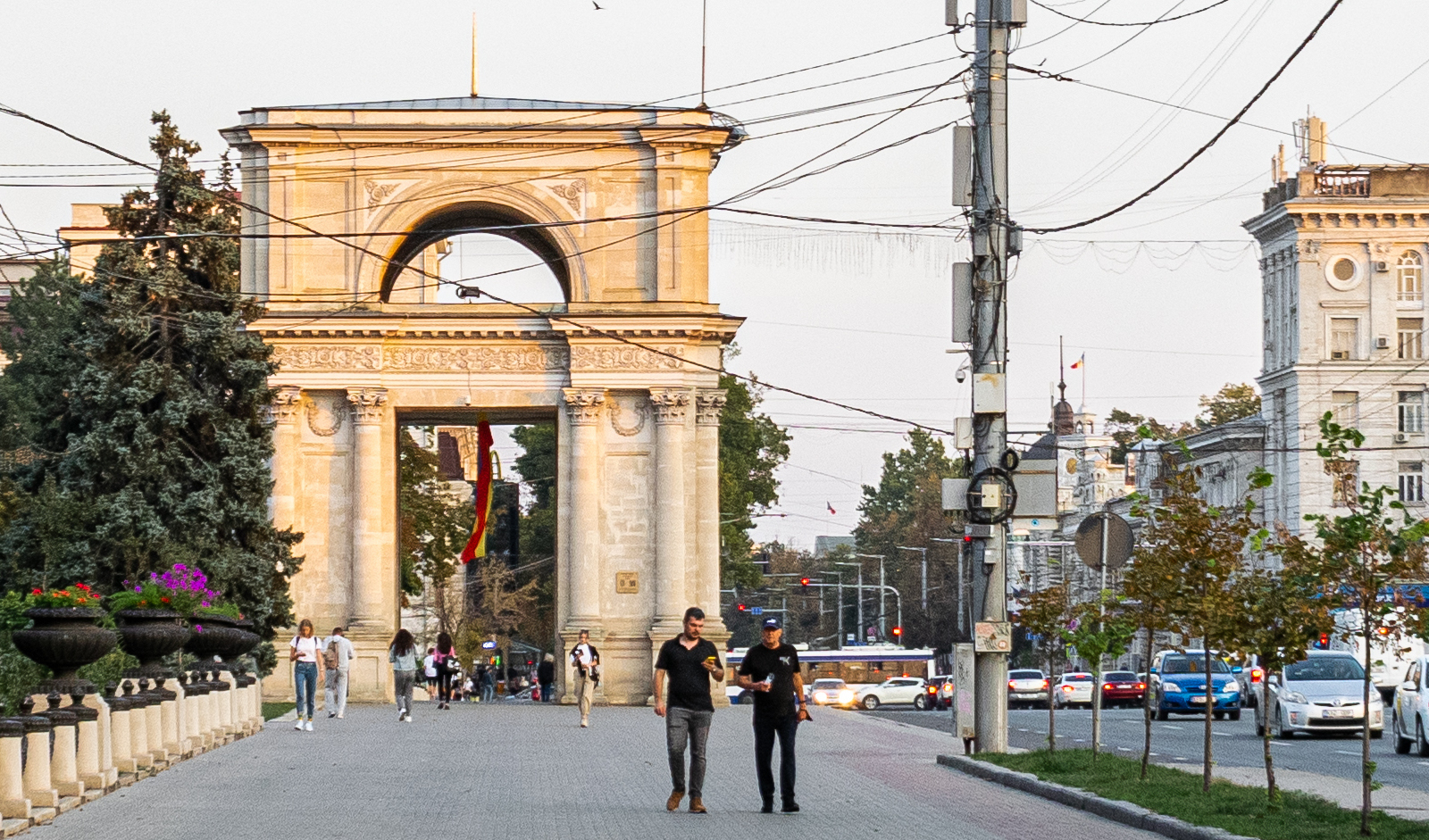
Chișinău

2023 lebten 43 Prozent der Einwohner Moldaus in Städten. Die größten Städte des Staates sind:
- Chișinău (dt. Kischinau)
- Comrat
- Tiraspol
- Bălți (dt. Belz)
- Bender
- Cahul
- Soroca
- Rîbnița
- Dubăsari
- Călărași
- Slobozia
- Taraclia

## Bevölkerung

### Demografie
Die Republik Moldau hatte zum 1. Januar 2025 2,4 Millionen Einwohner. Die Einwohnerzahl sank um 2,1 %. Zum Bevölkerungsrückgang trug ein Sterbeüberschuss (Geburtenziffer: 12,1 pro 1000 Einwohner vs. Sterbeziffer: 16,6 pro 1000 Einwohner) bei. Die Anzahl der Geburten pro Frau lag 2022 statistisch bei 1,61, die der Region Europa und Zentralasien betrug 1,7. Die Lebenserwartung der Einwohner Moldaus ab der Geburt lag 2022 bei 68,6 Jahren. Der Median des Alters der Bevölkerung lag im Jahr 2021 bei 36,1 Jahren. Im Jahr 2023 waren 19,1 Prozent der Bevölkerung unter 15 Jahre, während der Anteil der über 64-Jährigen 12,7 Prozent der Bevölkerung betrug.

### Bevölkerungsstruktur

Ethnische Gruppen

Die Bevölkerung der Republik Moldau ist unterschiedlicher ethnischer Herkunft: Die größte Gruppe machten zur Volkszählung 2024 (ohne Transnistrien) die rumänischsprachigen Moldauer mit 77,2 % aus, darauf folgten Rumänen (7,9 %), Ukrainer (4,9 %), Gagausen (4,2 %), Russen (3,2 %), Bulgaren (1,6 %), Roma (0,4 %) sowie einige Juden, Deutsche, Polen, Belarussen, Tataren, Ungarn usw.
Sowohl in der gesamten Republik Moldau als auch jeweils östlich sowie westlich des Dnister machen die drei großen Volksgruppen der Moldauer, Ukrainer und Russen zusammen über 91 % der Bevölkerung aus. Getrennt betrachtet ist die Verteilung jedoch unterschiedlich: Während in Transnistrien von 555.347 Einwohnern 31,9 % Moldauer (gegenüber 40,1 % zu Sowjetzeiten 1989), aber 30,3 % Russen und 28,9 % Ukrainer sind, machen in der restlichen Republik Moldau die rumänischen Moldauer 77,2 % und 7,9 % Rumänen (bei 4,9 % Ukrainern und 3,2 % Russen) der 2.401.200 Einwohner aus.
| Bevölkerung der Republik Moldau nach Ethnizität (Zensusdaten 1959–2014) |           |        |           |        |           |        |           |        |                             |                             |                           |                           |
| Ethnie | 1959      | 1959   | 1970      | 1970   | 1979      | 1979   | 1989      | 1989   | 2004** (ohne Transnistrien) | 2004** (ohne Transnistrien) | 2014 (ohne Transnistrien) | 2014 (ohne Transnistrien) |
| Ethnie | Anzahl    | Anteil | Anzahl    | Anteil | Anzahl    | Anteil | Anzahl    | Anteil | Anzahl                      | Anteil                      | Anzahl                    | Anteil                    |
| Moldauer * | 1.886.566 | 65,41  | 2.303.916 | 64,56  | 2.525.687 | 63,95  | 2.794.749 | 64,47  | 2.564.849                   | 76,12                       | 2.068.058                 | 75,07                     |
| Rumänen * | 1.663     | 0,06   | 1.581     | 0,04   | 1.657     | 0,04   | 2.477     | 0,06   | 73.276                      | 2,17                        | 192.800                   | 7,00                      |
| Ukrainer | 420.820   | 14,59  | 506.560   | 14,19  | 560.679   | 14,20  | 600.366   | 13,85  | 282.406                     | 8,38                        | 181.035                   | 6,57                      |
| Gagausen | 95.856    | 3,32   | 124.902   | 3,50   | 138.000   | 3,49   | 153.458   | 3,54   | 147.500                     | 4,38                        | 126.010                   | 4,57                      |
| Russen | 292.930   | 10,16  | 414.444   | 11,61  | 505.730   | 12,81  | 562.069   | 12,97  | 201.218                     | 5,97                        | 111.726                   | 4,06                      |
| Bulgaren | 61.652    | 2,14   | 73.776    | 2,07   | 80.665    | 2,04   | 88.419    | 2,04   | 65.662                      | 1,95                        | 51.867                    | 1,88                      |
| Roma | 7.265     | 0,25   | 9.235     | 0,26   | 10.666    | 0,27   | 11.571    | 0,27   | 12.271                      | 0,36                        | 9.323                     | 0,34                      |
| Belarussen | 5.977     | 0,21   | 10.327    | 0,29   | 13.874    | 0,35   | 19.608    | 0,45   | 5.059                       | 0,15                        | 2.828                     | 0,10                      |
| Juden | 95.107    | 3,30   | 98.072    | 2,75   | 80.124    | 2,03   | 65.836    | 1,52   | 3.628                       | 0,11                        | 1.597                     | 0,06                      |
| Polen | 4.783     | 0,17   | 4.899     | 0,14   | 4.961     | 0,13   | 4.739     | 0,11   | 2.383                       | 0,07                        | 1.404                     | 0,05                      |
| Deutsche | 3.843     | 0,13   | 9.399     | 0,26   | 11.374    | 0,29   | 7.335     | 0,17   | 1.616                       | 0,05                        | 914                       | 0,03                      |
| Andere oder keine Angabe | 7.947     | 0,28   | 11.734    | 0,33   | 16.049    | 0,41   | 24.590    | 0,57   | 9.444                       | 0,28                        | 7.157                     | 0,26                      |
| * Ob die Moldauer eine von den Rumänen getrennte Ethnie bilden oder ein Teilvolk der Rumänen sind, ist umstritten. |           |        |           |        |           |        |           |        |                             |                             |                           |                           |
| ** Es gibt Kritik an diesen Zahlen: 7 von 10 Beobachtergruppen innerhalb des Europarates zufolge wurde Einwohnern von Volkszählern empfohlen, sich als Moldauer und nicht als Rumänen zu bezeichnen. 18,8 % der Teilnehmer bezeichneten sich als Moldauer, gaben aber an, Rumänisch als Muttersprache zu sprechen. |           |        |           |        |           |        |           |        |                             |                             |                           |                           |

2017 waren 3,5 % der Bevölkerung im Ausland geboren. Häufigste Herkunftsstaaten waren die Ukraine und Russland mit jeweils 60.000 Personen.

### Sprachen
Die Amtssprache ist Rumänisch. Als Ausdruck eines sprachlichen Separatismus hatte die Regierung 1994 dafür in der Verfassung zwischenzeitlich die Bezeichnung „moldauische Sprache“ durchgesetzt. Diese Bezeichnung war bereits in der Zeit der Moldauischen SSR verwendet worden, die allerdings keinen Status als Amtssprache besaß. Seit 2013 wird die Bezeichnung „moldauische Sprache“ nicht mehr offiziell verwendet.
Die Alltagssprache in Chișinău und den Zentren der Rajons entspricht der moldauisch gefärbten Variante des Rumänischen (moldoveneasca). Es gibt einige aus dem Russischen entlehnte Neologismen, an deren Stelle im mehr westlich orientierten rumänischen Nachbarstaat englische oder französische Entlehnungen verwendet werden.
In der Republik Moldau wird jährlich der offizielle Feiertag Limba Noastră cea Română begangen, der an den 31. August 1989 erinnert, an dem Rumänisch in der Moldauischen SSR Amtssprache wurde.
Ab 1940/1944 wurde in der Moldauischen Autonomen Sozialistischen Sowjetrepublik das kyrillische Alphabet (wieder-)verwendet. Mit dem Zerfall der Sowjetunion ab 1989 und der Unabhängigkeit 1991 wurde schließlich die Einführung der lateinischen Schrift beschlossen (siehe Hintergründe zur moldauischen Sprache). In der von der Republik Moldau abtrünnigen Region Transnistrien wird Moldauisch offiziell nach wie vor in kyrillischer Schrift geschrieben.
Bedingt durch die lange Zugehörigkeit zum Russischen Reich und später zur Sowjetunion kommt der russischen Sprache eine Sonderrolle zu. Das Russische ist im Alltag besonders in den größeren Städten und in der Wirtschaft präsent. Einen offiziellen Status als Amtssprache besitzt es jedoch nur in den Staatsteilen Gagausien (neben dem Gagausischen) und in Transnistrien (neben dem Ukrainischen). Einer Studie aus dem Jahr 2011 zufolge besitzen 99 % der Bevölkerung Kenntnisse des Russischen. Für 11,1 % der Bevölkerung ist es die Muttersprache. In mehreren größeren Städten gibt es russischsprachige Mehrheiten, insbesondere in Bălți, wo Russisch de facto auch auf offizieller Ebene verwendet wird.

### Religionen
Die Republik Moldau ist ein christlich geprägter Staat. Über 90 % der Bevölkerung gehören verschiedenen orthodoxen Konfessionen an.
Zudem gibt es katholische und jüdische (0,05 %) Minderheiten, zunehmend auch Baptisten und Zeugen Jehovas. Bei den Muslimen in der Republik Moldau (etwa 3.000) sind besonders Zuwanderer aus ehemaligen Sowjetrepubliken vertreten.

#### Religionsgeschichte
Die Republik Moldau hat eine reiche Religionsgeschichte. Die 500-jährige Kirchenarchitektur ist auch ein wichtiger Faktor für den Tourismus. In der Zeit der Zugehörigkeit zur UdSSR hat sich christliches Brauchtum neben althergebrachten Sitten und Bräuchen erhalten, darunter Familienbräuche und Feste. Auf dem Land sind Glaube und Traditionen viel ursprünglicher erhalten als beispielsweise in der urban geprägten Hauptstadt Chișinău.
In den Jahren nach der Perestroika und seit der Unabhängigkeit sind in der Republik Moldau viele alte Kirchen, Konvente, Felsenklöster, Kathedralen und kleine Dorfkirchen wiedererrichtet oder neu gegründet worden. Aber das geistliche und kirchliche Leben verläuft nicht in ruhigen Bahnen. Historisch waren viele ortsfremde Religionen auf moldauischem Territorium aktiv und es gab Auseinandersetzungen zwischen der Bessarabischen Eparchie und dem Moskauer Patriarchat, die bis heute nicht gelöst sind. 2001 gab der Europäische Gerichtshof für Menschenrechte wegen Einschränkung der Religionsfreiheit einer Klage der bessarabischen Eparchie gegen die Republik Moldau recht.
Die Zahl der russisch-orthodoxen Kirchen ist in den ersten zwölf Jahren der Unabhängigkeit von 280 auf über 1000 sprunghaft angestiegen.
Bei der Volkszählung 2024 bekannten sich 95 Prozent der moldauischen Bevölkerung zum orthodoxen Christentum.

#### Orthodoxe Kirchen
- Moldauisch-Orthodoxe Kirche, ist eine selbstverwaltete Kirche der Russisch-Orthodoxen Kirche.
- Orthodoxe Kirche Bessarabiens, ist eine autonome Kirche der Rumänisch-Orthodoxen Kirche.
- Ukrainisch-Orthodoxe.
- Altorthodoxe.

#### Römisch-katholische Kirche
Das katholische Bistum Chișinău umfasst (Stand: 2019) 20 Pfarreien mit ca. 20.000 Katholiken, die überwiegend polnischer, rumänischer und deutscher Abstammung sind. Bischof der 2001 gebildeten Diözese ist Anton Coșa.

#### Judentum
Heutzutage gibt es noch etwa 25.000 Juden in der Republik Moldau. Andere Schätzungen gehen gar von nur noch 1.000 praktizierenden Juden aus. Nach der Unabhängigkeit der Republik Moldau wanderten viele Juden nach Israel und in die Vereinigten Staaten aus. Vor dem Zweiten Weltkrieg gab es in der damaligen Moldauischen Sozialistischen Sowjetrepublik einen bedeutenden jüdischen Bevölkerungsanteil. Die heutige Hauptstadt Chișinău war zudem bereits um 1900 ein Zentrum jüdischen Lebens im Russischen Kaiserreich. So bildeten Juden mit einem Anteil von 45,9 % laut einer Zählung aus dem Jahr 1897 die größte Bevölkerungsgruppe in der Stadt. Allerdings gab es auch in der Republik Moldau Antisemitismus. Bekannt wurde das Pogrom von Kischinjow von 1904. Während der deutschen und rumänischen Besatzung 1941 bis 1944 fielen schließlich weite Teile der jüdischen Bevölkerung dem Holocaust zum Opfer.

### Bildung
In der Republik Moldau haben Schüler, die Minderheiten angehören, das Recht auf Unterricht in ihrer Muttersprache. Das Einkommensniveau der Lehrkräfte an Schulen und Hochschulen ist niedrig.
Der Staat besitzt zahlreiche Universitäten und Hochschulen. Mehr als ein Dutzend öffentlicher und privater Hochschulen befinden sich in Chișinău, daneben gibt es Universitäten in Bălți, Cahul, Comrat, Taraclia und Tiraspol.
Traditionell hat die französische Sprache im Bildungssystem der Republik Moldau einen hohen Stellenwert. Die Sprache wird bereits ab dem Alter von acht Jahren in der Grundschule gelehrt. Gut 40 % aller Schüler in der Sekundarstufe wählen Französisch als erste Fremdsprache. Im gesamten Staat gibt es acht zweisprachige Gymnasien, die etwa 3000 Schüler bis zum Baccalauréat führen. Eine Vertretung der Hochschulagentur der Frankophonie (Agence universitaire de la Francophonie, AUF) in Chișinău unterstützt sechs französischsprachige Studiengänge an mehreren moldauischen Universitäten (Stand: 2018).

### Gesundheit
Die Gesundheitsausgaben des Staates betrugen 2021 7,8 % des Bruttoinlandsprodukts. Im Jahr 2020 praktizierten in Republik Moldau 40,6 Ärztinnen und Ärzte je 10.000 Einwohner. Die Sterblichkeit bei unter 5-jährigen betrug 2022 14,2 pro 1000 Lebendgeburten. Die Lebenserwartung der Einwohner Moldaus ab der Geburt lag 2022 bei 68,6 Jahren (Frauen: 73,3, Männer: 64,2). Die Lebenserwartung stieg von 66,4 Jahren im Jahr 2000 bis 2022 um 3 %.
Die HIV-Infektionsrate in der erwachsenen Bevölkerung beträgt 0,6 %. In Moldau gibt es im europäischen Vergleich die höchste HIV/AIDS-Infektionsrate. 2022 traten 929 neue Fälle auf. In den letzten Jahren müssten es 16.000 gewesen sein. Nur 67 % wissen davon. 2022 wurden 16.000 intravenös Drogensüchtige und 8000 Prostituierte auf HIV getestet. Bis 2030 soll die AIDS-Krise in Moldau im Griff sein.

## Geschichte

Das unabhängige Fürstentum Moldau

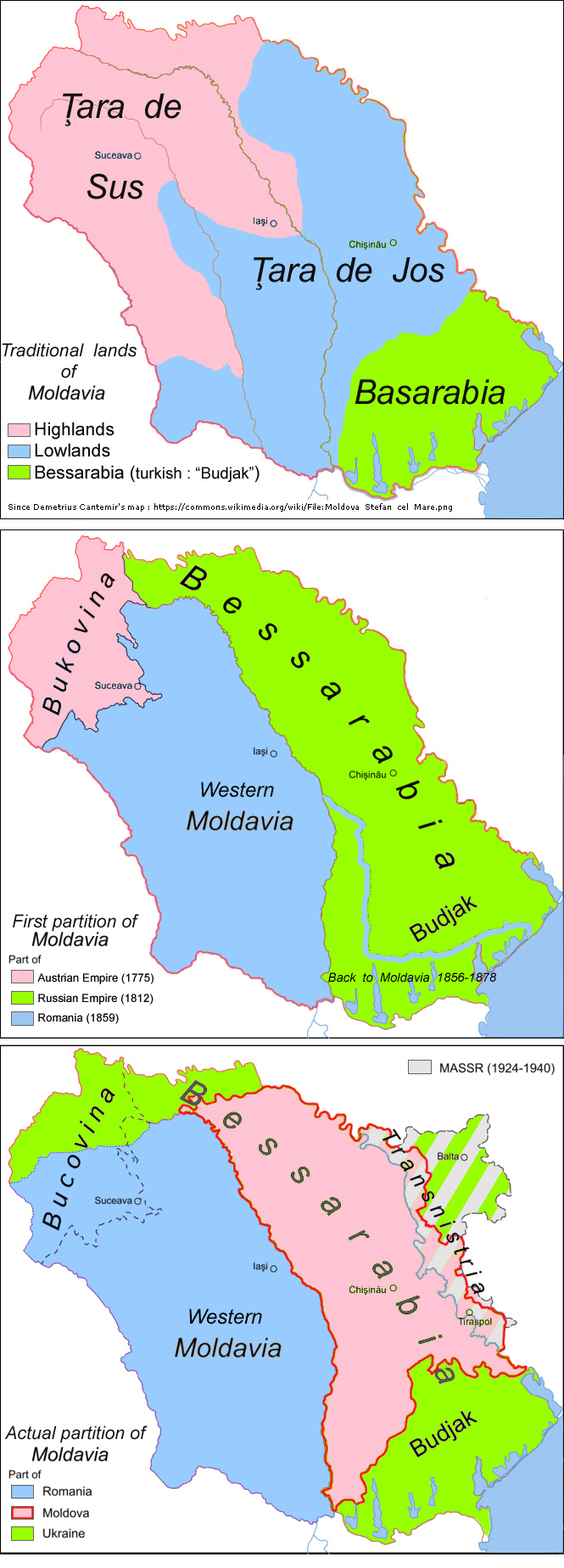
Die Teilungen Moldaus

Das Gebiet der heutigen Republik Moldau wurde im Altertum von verschiedenen Völkern besiedelt. Im 2. Jahrhundert kamen römische Siedler aus dem westlich gelegenen Dakien hinzu, es bildete sich eine dako-romanische, später rumänische Kultur. Nachdem der Einfluss des römischen Reiches geschwunden war und seine Truppen im Jahr 271 die Region verließen, zogen während der Völkerwanderung verschiedene Volksgruppen durch das Gebiet und ließen sich auch teilweise hier nieder, darunter Hunnen, Ostgoten und Ostslawen (Anten), später Protobulgaren, Magyaren, Petschenegen, Kumanen und die Goldene Horde (Mongolen). Die Region stand unter ungarischer Oberhoheit und wurde um 1350 von Siedlern rumänischer Sprache und Kultur aus der Region Maramuresch besiedelt, die unter dem Fürsten Bogdan I. 1359 ein unabhängiges Fürstentum Moldau gründeten. Wichtigster Herrscher im 15. Jahrhundert war Ștefan cel Mare, der in zahlreichen Schlachten gegen Invasionen des Osmanischen Reichs, Polens und der Tataren kämpfte. 1512 musste sich das Fürstentum den Osmanen unterwerfen und blieb für die nächsten 300 Jahre ein Vasallenstaat.
Nach dem Russisch-türkischen Krieg 1787–1792 musste das Osmanische Reich alle Besitzungen östlich des Dnister an Russland abtreten. Ein erweitertes Bessarabien wurde nach dem Russisch-türkischen Krieg von 1806 bis 1812 in das Russische Reich integriert. Das Gebiet wurde als Gouvernement Bessarabien organisiert. Nach Russlands Niederlage im Krimkrieg von 1853 bis 1856 wurde das Fürstentum Moldau im Vertrag von Paris und die Walachei unter die Kollektivgarantie der sieben Unterzeichnerstaaten, darunter das Osmanische Reich, Frankreich, das Vereinigte Königreich, Sardinien und Russland gestellt. Mit der Vereinigung der Donaufürstentümer Moldau und Walachei 1859 kam das Gebiet unter verstärkten rumänischen Einfluss. Nach dem Berliner Kongress 1878 musste die rumänische Regierung das als Budschak bezeichnete südliche Bessarabien an Russland abgeben.

Flagge des Sfatul Țării

Nach der Oktoberrevolution 1917 in Russland konstituierte sich am 21. Dezember ein moldauisch-bessarabischer Landesrat, der Sfatul Țării. Dieser proklamierte am 2. Dezember 1917 die Moldauische Demokratische Republik, zunächst als Teilrepublik eines neuen, föderal organisierten Russlands. Im Januar 1918 besetzten rumänische Truppen das Gebiet westlich des Dnister. Der Widerstand des Rumtscherod gegen die Besetzung wurde niedergeschlagen und das Parlament erklärte unter dem Druck der Besatzung die Unabhängigkeit von Russland bzw. der Ukraine. Am 27. März 1918 stimmte eine Mehrheit des Parlaments für die Vereinigung mit Rumänien und legalisierte damit nachträglich die faktisch bereits vollzogene Eingliederung Bessarabiens in den rumänischen Staat. Im Gegensatz zu den Staaten des Völkerbunds erkannten die Bolschewiki die Rechtmäßigkeit dieser Abstimmung und des Anschlusses nicht an. Auch die 1922 gegründete Sowjetunion erkannte die Abtretung Bessarabiens nicht an. In den mehrheitlich rumänischsprachigen Gebieten der Ukrainischen Sozialistischen Sowjetrepublik östlich des Dnister wurde 1924 eine Moldauische Autonome Oblast gebildet, die sieben Monate später zur Moldauischen Autonomen Sozialistischen Sowjetrepublik erhoben wurde. Offizielle Hauptstadt war Chișinău – aufgrund der „rumänischen Besetzung“ wurde jedoch Balta (heute Ukraine), nach 1929 Tiraspol zum Regierungssitz bestimmt.
Ab 1929 durften Frauen an Kommunalwahlen teilnehmen; jedoch wurde das Frauenwahlrecht von ihrem Bildungsgrad, der sozialen Stellung und besonderen Verdiensten gegenüber der Gesellschaft abhängig gemacht. Die Verfassung von 1938 stellte Männer und Frauen in wahlrechtlicher Hinsicht gleich, und das Wahlgesetz von 1939 führte aus, dass Frauen und Männer, die lesen und schreiben konnten, ab 30 zu den Wahlen zugelassen waren.
Das zu Rumänien gehörige Gebiet Bessarabiens wurde zusammen mit der nördlichen Bukowina im Juni 1940 mit deutscher Zustimmung als Konsequenz des geheimen Zusatzprotokolls des Hitler-Stalin-Pakts von der Roten Armee besetzt und von der Sowjetunion annektiert. Am 2. August 1940 wurde die Moldauische Sozialistische Sowjetrepublik (MSSR) mit Chișinău (russisch Kischinjow) als Hauptstadt errichtet, indem man Bessarabien mit dem westlichen Teil der Moldauischen ASSR vereinigte. Die deutsche Bevölkerung in Bessarabien, deren Vorfahren der russische Kaiser Alexander I. 1813 als Kolonisten ins Land gerufen hatte, wurde von der Volksdeutschen Mittelstelle fast vollständig in das Deutsche Reich umgesiedelt. Das allgemeine Wahlrecht für Frauen und Männer wurde eingeführt.

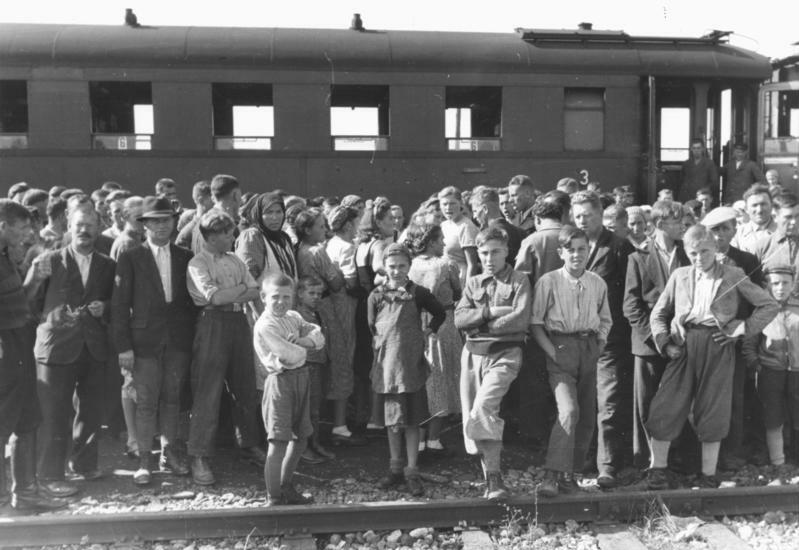
Bessarabien- und bukowinadeutsche Umsiedler am Bahnhof Graz-Puntigam, November 1940

Nach dem 22. Juni 1941 besetzten deutsche und rumänische Truppen im Rahmen des Unternehmens Barbarossa auch die Moldauische SSR. Rumänien konnte dadurch im Sommer 1941 Bessarabien und die nördliche Bukowina zurückerobern. Das Land zwischen den Flüssen Dnister und Südlichem Bug – nördlich vom ukrainischen Bar – verwaltete Rumänien dann unter dem Namen Transnistria. Nach dem Zweiten Weltkrieg fielen mit dem Friedensvertrag von 1947 Bessarabien, das Herza-Gebiet und die nördliche Bukowina an die Sowjetunion, und die früheren sowjetischen Verwaltungseinheiten und russischen Ortsnamen wurden erneut eingeführt.
Seit Mitte der 1980er-Jahre entwickelte sich eine Nationalbewegung der Rumänen in der Moldauischen SSR. Sie bekam politisch ein immer größeres Gewicht, übernahm schließlich noch vor dem Zerfall der Sowjetunion die Macht und spielte eine wichtige Rolle bei der Unabhängigkeitserklärung des Staates. 1989 wurde daher Russisch als zweite Amtssprache abgeschafft und die Rückkehr zur rumänischen Sprache in lateinischer Schrift beschlossen. Dem widersetzten sich die ukrainischen, russischen und gagausischen Minderheiten. Auch gab es starke Bestrebungen, das Land mit Rumänien zu vereinigen.
Die Moldauische SSR wurde 1991 schließlich zur vollständig unabhängigen Republik Moldau und Rumänisch (kurzzeitig Moldauisch) zur Amtssprache erklärt. Nach der Unabhängigkeitserklärung wurde das allgemeine Wahlrecht 1993 bestätigt.
Aufgrund der neuen, von vielen Bevölkerungsgruppen als nationalistisch empfundenen Politik der Republik Moldau kam es schon ab 1989 zu größeren Konflikten zwischen der Zentralregierung in Chișinău und den überwiegend von ethnischen Minderheiten bewohnten Gebieten, insbesondere Transnistrien und Gagausien. Letztere Regionen riefen 1990 die Unabhängigkeit von der Republik Moldau aus, auch in anderen Staatsteilen kam es zu Massenprotesten. In Transnistrien eskalierte die Situation ab 1992, es kam zu einem Krieg mit über 1000 Toten, der schließlich mit der De-facto-Unabhängigkeit dieses Staatsteils endete. Die Kämpfe wurden erst durch das Eingreifen der auf transnistrischem Territorium stationierten russischen 14. Armee unter Führung von General Alexander Lebed beendet. Verhandlungen zur Lösung des Transnistrien-Konflikts führten bislang zu keinem Erfolg, so dass sich beide Konfliktparteien inzwischen mit dem Status quo weitgehend arrangiert haben.
Im Gegensatz zu Transnistrien konnte die Region Gagausien 1994 erfolgreich und friedlich wieder in die Republik Moldau eingegliedert werden. Zuvor war ein umfangreiches Autonomieabkommen ausgehandelt worden, das schließlich von Gagausien akzeptiert wurde.
1997 wurde Mircea Ion Snegur von Petru Lucinschi als Präsident abgelöst. Seit 1997 ist die Republik Moldau Mitglied der GUAM-Allianz. 2009 trat der Staat der von der EU initiierten Östlichen Partnerschaft bei.
2001 folgte Lucinschi Vladimir Voronin als dritter Präsident der Republik Moldau. Seit dem 30. November 2005 gibt es die EUBAM, eine Grenzkontrollmission der Europäischen Union an der moldauisch-ukrainischen Grenze zur Unterbindung des Waffen-, Menschen- und Drogenschmuggels von und nach Transnistrien.
Nach dem Rücktritt Voronins 2009 und einer Phase kommissarischer Präsidenten wurde am 16. März 2012 Nicolae Timofti zum Präsidenten der Republik Moldau gewählt. Die Europäische Union und Moldau unterzeichneten am 27. Juni 2014 ein Assoziierungsabkommen, das eine vertiefte und umfassende Freihandelszone umfasst und im Juli 2016 in Kraft trat.
Im Februar 2014 fand in Gagausien ein mit der Zentralregierung in Chișinău nicht abgestimmtes Referendum statt, bei dem 94 % der Wähler den Beitritt der Republik Moldau zur russisch dominierten Zollunion befürworteten und fast 70 % der Beteiligten sich für die Unabhängigkeit Gagausiens aussprachen, sollte die Republik Moldau durch eine Vereinigung mit Rumänien ihre Selbständigkeit verlieren.
Vom 23. Dezember 2016 bis 24. Dezember 2020 war Igor Dodon von der Partei der Sozialisten der Republik Moldau (PSRM) Präsident der Republik Moldau. Der Oligarch Vladimir Plahotniuc, der zwar kein Regierungsamt innehatte, aber seit Ende 2016 Chef der mitregierenden Demokratischen Partei (PDM) war, verlor seinen bis dahin großen Einfluss auf die moldauische Politik und Wirtschaft mit der verlorenen Parlamentswahl im Februar 2019 und flüchtete in der Folge ins Ausland. Das Verfassungsgericht suspendierte am 9. Juni 2019 Präsident Dodon zwischenzeitlich von seinem Amt und setzte den bisherigen Regierungschef Pavel Filip als Interim-Staatspräsidenten ein. Dodon verlor letztlich sein Amt bei der Präsidentschaftswahl am 15. November 2020, Nachfolgerin im Amt ist die pro-europäische Politikerin Maia Sandu.
Ende September 2021 lief ein Gaslieferungsvertrag zwischen Moldau und Gazprom aus. Gazprom forderte einen sehr hohen Gaspreis; Moldau rief den Notstand aus. Der Konflikt konnte Anfang November 2021 bereinigt werden. Offensichtlich bot Russland dem russlandhörigen Ilan Șor einen separaten Gasvertrag für dessen Region an.
Aufgrund des Russischen Überfalls auf die Ukraine 2022 erfuhr Moldau einen Zustrom vieler Ukrainer; im Verhältnis zur Einwohnerzahl war die Republik zeitweise der am stärksten betroffene Staat in Europa. Viele westliche Staaten sicherten Moldau Hilfen in Form von finanzieller Unterstützung, Ausrüstung und Umsiedlung von Flüchtlingen zu. Beispielsweise holten Österreich und Liechtenstein rund 2500 ukrainische Flüchtlinge aus dem Staat.
Außerdem sperrte die Regierung den Luftraum des Staates für mehrere Tage und öffnete ihn am 21. März 2022 nur in Richtung Rumänien. Russland und seine Interessensvertreter setzten Moldau mit verringerten Gaslieferungen – die staatliche Gasgesellschaft Moldovagaz gehört zu 51 Prozent Gazprom – und bezahlten Demonstrationen gegen die Regierung unter Druck.
Mit der Zeit war auch die Republik Moldau indirekt vom Krieg in der benachbarten Ukraine betroffen. So trafen russische Raketenteile ein grenznahes Dorf im Norden Moldaus. Nach starken Luftangriffen Russlands auf die Ukraine kam es in einigen Regionen der Republik Moldau zu Stromausfällen.
Im September 2022 drohte Russland der Republik Moldau mit militärischen Maßnahmen, sollte die Sicherheit der russischen Truppen in der Separatistenregion Transnistrien bedroht werden. Laut dem Russischen Außenminister Sergei Lawrow riskiere Moldau damit einen militärischen Konflikt mit Russland, da jede Gefährdung der Sicherheit russischer Truppen nach internationalem Recht als Angriff auf Russland gewertet wird.

## Politik

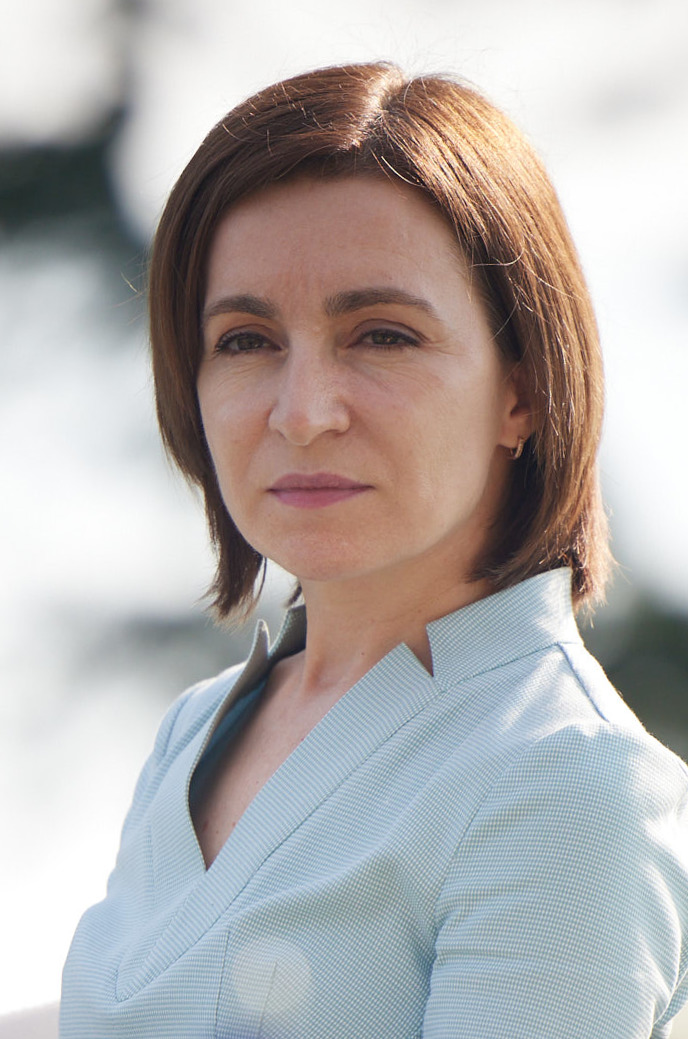
Maia Sandu, amtierende Präsidentin der Republik Moldau (2021)

Seit 1994 definiert sich die Republik Moldau als neutraler Staat.
Am 24. Februar 2019 fand eine Parlamentswahl statt. Plahotniuc und seine Demokratische Partei wurden von einem Regierungsbündnis der Partei der Sozialisten und dem Parteienblock ACUM entmachtet.
Diese Regierung unter Ministerpräsidentin Maia Sandu scheiterte am 12. November 2019 bei einem Misstrauensvotum der mitregierenden Sozialisten, das die Demokratische Partei unterstützte.
Bei den Präsidentschaftswahlen im November 2020 und am 3. November 2024 wurde Maia Sandu mit Mehrheiten von 57,74 % bzw. 55 % der Stimmen gewählt, als Nachfolgerin von Igor Dodon.

### Transnistrien-Konflikt
Ein die moldauische Politik beherrschendes Thema ist der Umgang mit den separatistischen Regionen Transnistrien und Gagausien. Während Gagausien einen von der moldauischen Regierung angebotenen Autonomiestatus akzeptierte, gestalten sich die Verhandlungen mit Transnistrien wesentlich schwieriger. Nach dem Transnistrien-Konflikt 1992 etablierte sich in Tiraspol ein De-facto-Regime um Igor Smirnov, das das Gebiet jenseits des Dnister kontrolliert und dort eigene Verwaltungsstrukturen aufgebaut hat.
Der Transnistrien-Konflikt ist nicht nur eine Auseinandersetzung zwischen Eliten in Chișinău und Tiraspol oder zwischen verschiedensprachigen Bevölkerungsteilen; er hat daneben auch eine geostrategische Dimension um den Einfluss der Großmächte USA und Russland in Südosteuropa. Diese internationale Dimension erschwert es bedeutend, den Konflikt zu lösen. Die Verhandlungsbemühungen in den letzten 20 Jahren scheiterten trotz – oder wegen – internationaler Vermittlungsbemühungen Russlands, der Ukraine, der USA, der Europäischen Union oder der Organisation für Sicherheit und Zusammenarbeit in Europa (OSZE) immer wieder daran, dass jede Seite bemüht war, nicht zu viel nachzugeben, und daher mit Hilfe von Verbündeten eine Konfliktlösung blockierte. So bei den Verhandlungen über die als Kozak-Plan bekannte Initiative der Russischen Föderation, welche die Bildung eines Bundesstaates auf dem Territorium der Republik Moldau vorsahen, die im November 2003 scheiterten. Moldauische Regierungskreise sahen in dem Abkommen zu viele Vorteile für Transnistrien. Manche Beobachter vermuteten 2001, dass die Eliten auf beiden Seiten nicht an einer Konfliktlösung interessiert sind, sondern am Erhalt des Status quo, der beiden Seiten Einnahmequellen erschließt.
Vom 7. August 2008 bis 16. August 2008 fand der Kaukasuskrieg 2008 statt: russische Truppen fielen in Georgien ein. Transnistrien fror am 12. August 2008 alle Kontakte zur Regierung in Chișinău ein, da „der klare und starke Ausdruck der Republik Moldau fehle, die Aggression Georgiens gegenüber Südossetien und Abchasien zu verurteilen.“ Am 26. August warnte Russlands Präsident Dmitri Medwedew den Staatschef der Republik Moldau Voronin vor einer militärischen Lösung des Konflikts nach georgischem Vorbild. „Der Krieg um Südossetien sei eine Warnung an alle.“
In Anlehnung an den Ausgang des 2006 durchgeführten Referendums, wonach 97 % der transnistrischen Bevölkerung für den Anschluss an Russland gestimmt hätten, wandte sich Michail Burla – Vorsitzender des Obersten Rates von Transnistrien – im April 2014 mit einer formalen Anfrage an den Kreml, die abtrünnige Provinz ins Staatsgebiet der Russischen Föderation aufzunehmen.

### Politische Indizes
| Name des Index                     | Indexwert    | Weltweiter Rang | Interpretationshilfe | Jahr |
| ---------------------------------- | ------------ | --------------- | --- | ---- |
| Fragile States Index               | 64,7 von 120 | 97 von 179      | Stabilität des Landes: Warnung 0 = sehr nachhaltig / 120 = sehr alarmierend Rang: 1 = fragilstes Land / 179 = stabilstes Land | 2024 |
| Demokratieindex                    | 6,04 von 10  | 71 von 167      | Unvollständige Demokratie 0 = autoritäres Regime / 10 = vollständige Demokratie                                               | 2024 |
| Freedom in the World Index         | 61 von 100   | —               | Freiheitsstatus: teilweise frei 0 = unfrei / 100 = frei                                                                       | 2024 |
| Rangliste der Pressefreiheit       | 74,9 von 100 | 31 von 180      | Zufriedenstellende Lage für die Pressefreiheit 100 = gute Lage / 0 = sehr ernste Lage                                         | 2024 |
| Korruptionswahrnehmungsindex (CPI) | 43 von 100   | 76 von 181      | 0 = sehr korrupt / 100 = sehr sauber                                                                                          | 2024 |

### Verhältnis zu Rumänien
Reibungspunkte zwischen den Nachbarstaaten boten in der Vergangenheit sowohl die Schulden der Republik Moldau bei den rumänischen Elektrizitätswerken als auch die kulturelle Identität der Rumänen, die in der Republik Moldau die Mehrheit stellen. Der größte Teil der Republik Moldau bildete zusammen mit der heutigen rumänischen Region Westmoldau das Reich Stefans des Großen (siehe Fürstentum Moldau) – des gemeinsamen Nationalhelden beider Staaten – und war von 1918 bis 1940/1944 rumänisches Territorium.

Eine Bewegung zur Vereinigung von Rumänien und Moldau kam zwischen 1990 und 1992 auf (1991 zerfiel die Sowjetunion); ab 1993 distanzierte die Republik Moldau sich wieder von Rumänien. Mit dem Staatsbesuch des rumänischen Präsidenten Traian Băsescu in Chișinău im Januar 2005 sowie dem darauf folgenden Gegenbesuch des moldauischen Präsidenten Vladimir Voronin erreichten die moldauisch-rumänischen Beziehungen einen Höhepunkt und galten als so gut wie nie zuvor.
Nach der Parlamentswahl am 5. April 2009 kam es zu heftigen Straßenschlachten. Der rumänische Botschafter wurde zunächst ausgewiesen und die Visumpflicht für rumänische Staatsbürger wieder eingeführt.
Generell unterstützt Rumänien die Republik Moldau bei der Annäherung an die EU sowie in der Transnistrien-Frage. Rumänien plädiert für den Erhalt der territorialen Integrität des Nachbarstaates und lehnt den transnistrischen Separatismus ab.
Rumänische Vorfahren reichen für Moldauer aus, um die rumänische Staatsbürgerschaft zu erhalten. Diese Möglichkeit nutzen viele, da sie von der Reisefreiheit in der EU profitieren wollen und auf bessere berufliche Möglichkeiten sowie ein höheres Einkommen hoffen.

### Beziehungen zur Europäischen Union

Dunkelgrün: Staaten, die die Ratifikationsurkunde zum Assoziationsabkommen hinterlegt haben

1998 trat ein Partnerschafts- und Kooperationsabkommen mit der Europäischen Union in Kraft. Die EU unterstützt den Aufbau der Marktwirtschaft und einer funktionierenden Demokratie. Seit dem 30. November 2005 gibt es die EUBAM Republik Moldau/Ukraine, eine Grenzkontrollmission der EU an der Grenze zwischen der Ukraine und der Republik Moldau zur Unterbindung von Schmuggel (vor allem Waffen, Drogen und Menschen) von und nach Transnistrien.
Am 7. Mai 2009 trat die Republik Moldau mit fünf weiteren Mitgliedstaaten der Gemeinschaft Unabhängiger Staaten (GUS) der Östlichen Partnerschaft bei. Im Januar 2010 wurden in Chișinău im Rahmen der Europäischen Nachbarschaftspolitik der EU Assoziierungsgespräche mit der Republik Moldau aufgenommen. Der moldauische Außenminister Iurie Leancă sagte, langfristig sei die EU-Mitgliedschaft zwar ein Ziel, aber vorerst wolle man eine Freihandelszone schaffen, gemeinsam wirtschaftliche Probleme lösen und vor allem die Visumpflicht für moldauische Bürger abschaffen.
Am 5. Dezember 2011 kündigte die Europäische Kommission ein umfangreiches Freihandelsabkommen mit der Republik Moldau an. Entsprechende Verhandlungen wurden als Teil des geplanten Assoziierungsabkommens aufgenommen. Die Freihandelsräume sollen nach dem Willen der EU der langfristigen politischen Stabilisierung des Staates dienen. Derzeit (Stand 2011) gilt für die Republik Moldau ein bevorzugter Zugang zum europäischen Markt; die EU ist Haupthandelspartner des Landes.
Am 27. Juni 2014, drei Monate nachdem Russland die Krim besetzt und annektiert hatte, wurde in Brüssel das wirtschaftliche und politische Assoziierungsabkommen zwischen der Republik Moldau und der EU geschlossen. Am 2. Juli 2014 ratifizierte das moldauische Parlament das EU-Assoziierungsabkommen. Die russische Nachrichtenagentur RIA Novosti meldete daraufhin: „Anhänger der EU-Integration bejubelten dieses Ereignis vor dem Parlament.“ Sie behauptete, gegen Gegner der EU-Annäherung würden Strafverfahren eingeleitet.
Allgemein wird von westlichen Beobachtern angenommen, dass Russland den moldauischen Kurs einer Annäherung an die Europäische Union mit Argwohn verfolgt und diesen auch zu behindern versucht. Im November 2013 verhängte Russland einen Einfuhrstopp für moldauischen Wein, weil dort Spuren von Plastik-Weichmachern gefunden worden seien. Die gemessenen Werte lagen aber unter denen der für russisches und europäisches Trinkwasser erlaubten Grenzwerten. Da Wein mehr als 25 % der landwirtschaftlichen Exporte der Republik Moldau ausmacht und der Großteil der Exporte bis dahin nach Russland ging, war dies ein Schlag gegen die moldauische Wirtschaft. Westliche Beobachter vermuteten, das Embargo sei eine Warnung Russlands angesichts der Assoziierungsgespräche der Republik Moldau mit der EU.
Am Tag der Ratifizierung der Assoziierungsvereinbarung mit der EU verhängte Russland ein Importverbot für Fleischprodukte aus Moldau.
Nach der Annexion der Krim 2014 und dem damit verbundenen Bruch des Budapester Memorandums wuchsen in Chișinău die Ängste vor einer möglichen russischen Aggression. Vor allem im energiepolitischen Bereich besteht eine hohe Abhängigkeit von Russland. Zwar verliert Russland als Außenhandelspartner sukzessive an Bedeutung; Moldau ist (Stand 2014) in mehreren Schlüsselsektoren wie Landwirtschaft, Lebensmittel, Textilien etc. immer noch auf den russischen Markt angewiesen. Die moldauische Regierung befürchtete daher, der Kreml könnte in der Zukunft politische und wirtschaftliche Druckmittel verwenden, um die europäische Integration des Staates zu torpedieren.
2017 bekam Moldau den Beobachterstatus in der Eurasischen Wirtschaftsunion verliehen.
Nach dem Beginn des russischen Angriffs auf die Ukraine (24. Februar 2022) kamen in einer Woche ca. 70.000 Flüchtlinge aus der Ukraine nach Moldau.
Am 3. März 2022 hat die Republik Moldau ein Eintrittsgesuch in die Europäische Union gestellt. Dies geschah offenbar angesichts des Konflikts zwischen Russland und der Ukraine. Zuvor hatte Georgien dies ebenfalls beantragt. Am 23. Juni 2022 erhielt Moldau auf einem EU-Gipfel in Brüssel den EU-Beitrittskandidatenstatus.
Am 20. Oktober 2024 hielt das Parlament ein Referendum mit dem Ziel, den EU-Beitritt in der Verfassung zu verankern, ab. Eine knappe Mehrheit sprach sich für die Verfassungsänderung aus.

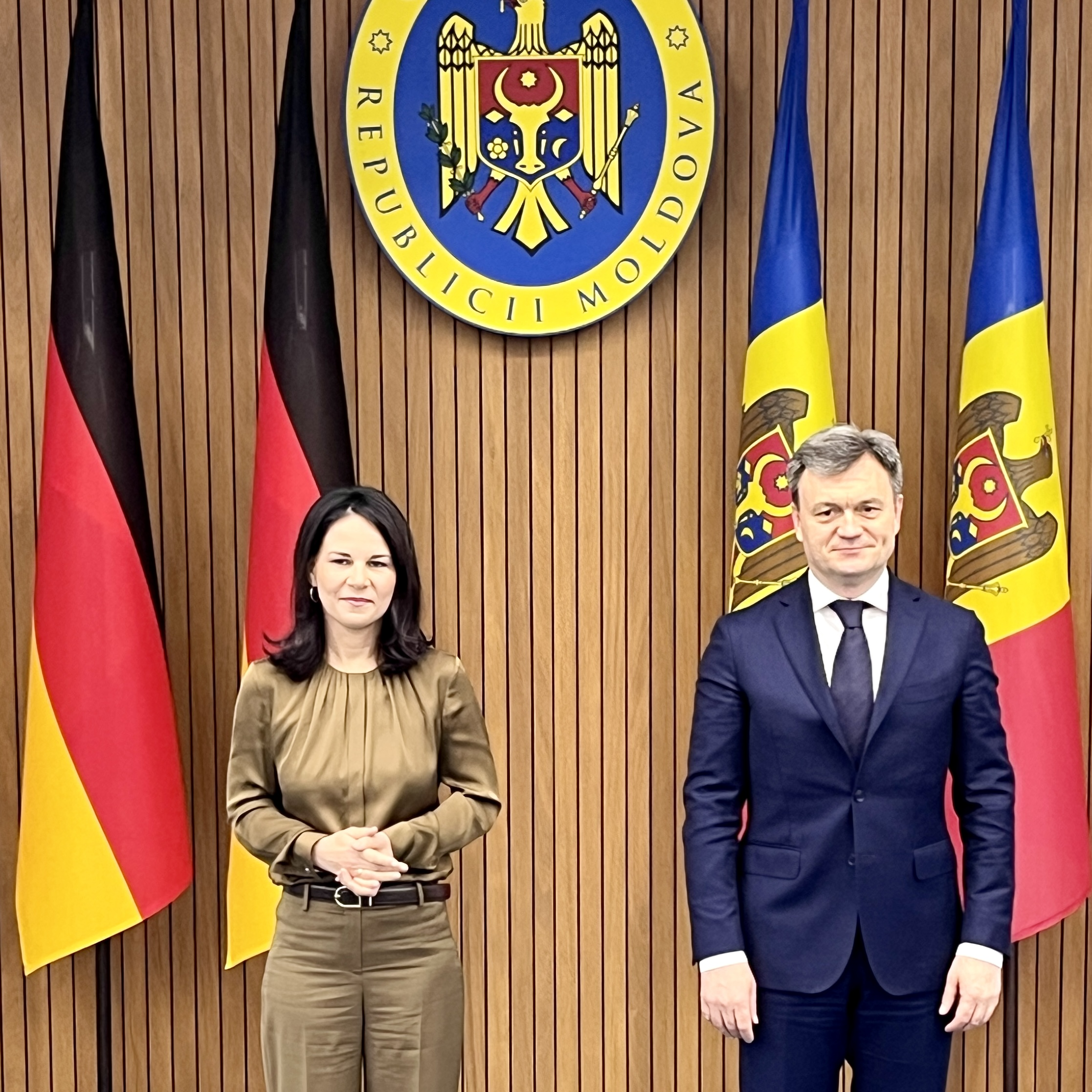
Bundesaußenministerin Annalena Baerbock und Moldaus Ministerpräsident Dorin Recean in Chișinău (April 2025)

### Verhältnis zu den Vereinigten Staaten
Die Vereinigten Staaten unterstützen die Souveränität und die territoriale Integrität der Republik Moldau. Im Januar 2010 wurde im Beisein von Premierminister Vlad Filat in Washington, D.C. ein Abkommen der Millennium Challenge Corporation (MCC) unterzeichnet, in dem die Vereinigten Staaten (Regierung Obama) der Republik Moldau in einem Zeitraum von fünf Jahren Hilfe bei Landwirtschaft und Infrastruktur in Höhe von 262 Millionen US-Dollar zusichern.

### Mitgliedschaften
Die Republik Moldau wurde am 21. März 1992 in die Vereinten Nationen aufgenommen und ist Mitglied folgender UN-Sonderorganisationen:
- UNESCO
- Organisation der Vereinten Nationen für industrielle Entwicklung
- Ernährungs- und Landwirtschaftsorganisation
- Welttourismusorganisation
- Weltorganisation für geistiges Eigentum
- Internationaler Währungsfonds
- Internationale Bank für Wiederaufbau und Entwicklung
- Internationale Entwicklungsorganisation
- Internationale Finanz-Corporation
- Multilaterale Investitions-Garantie-Agentur
- Internationales Zentrum zur Beilegung von Investitionsstreitigkeiten
- Internationaler Fonds für landwirtschaftliche Entwicklung
- Weltpostverein
- World Meteorological Organization
- Internationale Arbeitsorganisation
- International Civil Aviation Organization
- Internationale Seeschifffahrts-Organisation
- Internationale Fernmeldeunion

Als ehemalige Sowjetrepublik ist die Republik Moldau auch Mitglied der GUS. Andere politische Organisationen, deren Mitglied die Republik Moldau ist, sind:
- Mitteleuropäisches Freihandelsabkommen
- Europarat
- Euro-Atlantischer Partnerschaftsrat
- Organisation für Demokratie und Wirtschaftsentwicklung
- Kooperationsrat für Südosteuropa einschließlich dessen operativen Arms Regional Cooperation Council (RCC)[100]
- Organisation für Sicherheit und Zusammenarbeit in Europa
- Östliche Partnerschaft
- Partnerschaft für den Frieden

Daneben ist die Republik Moldau Mitglied in folgenden Organisationen:
- Europäische Bank für Wiederaufbau und Entwicklung (EBRD)
- Schwarzmeer-Wirtschaftskooperation
- Welthandelsorganisation
- Lateinische Union (von Staaten mit romanischen Sprachen) seit 16. Oktober 1992[101]
- Internationale Organisation der Frankophonie, seit 1996[47]

### Militär

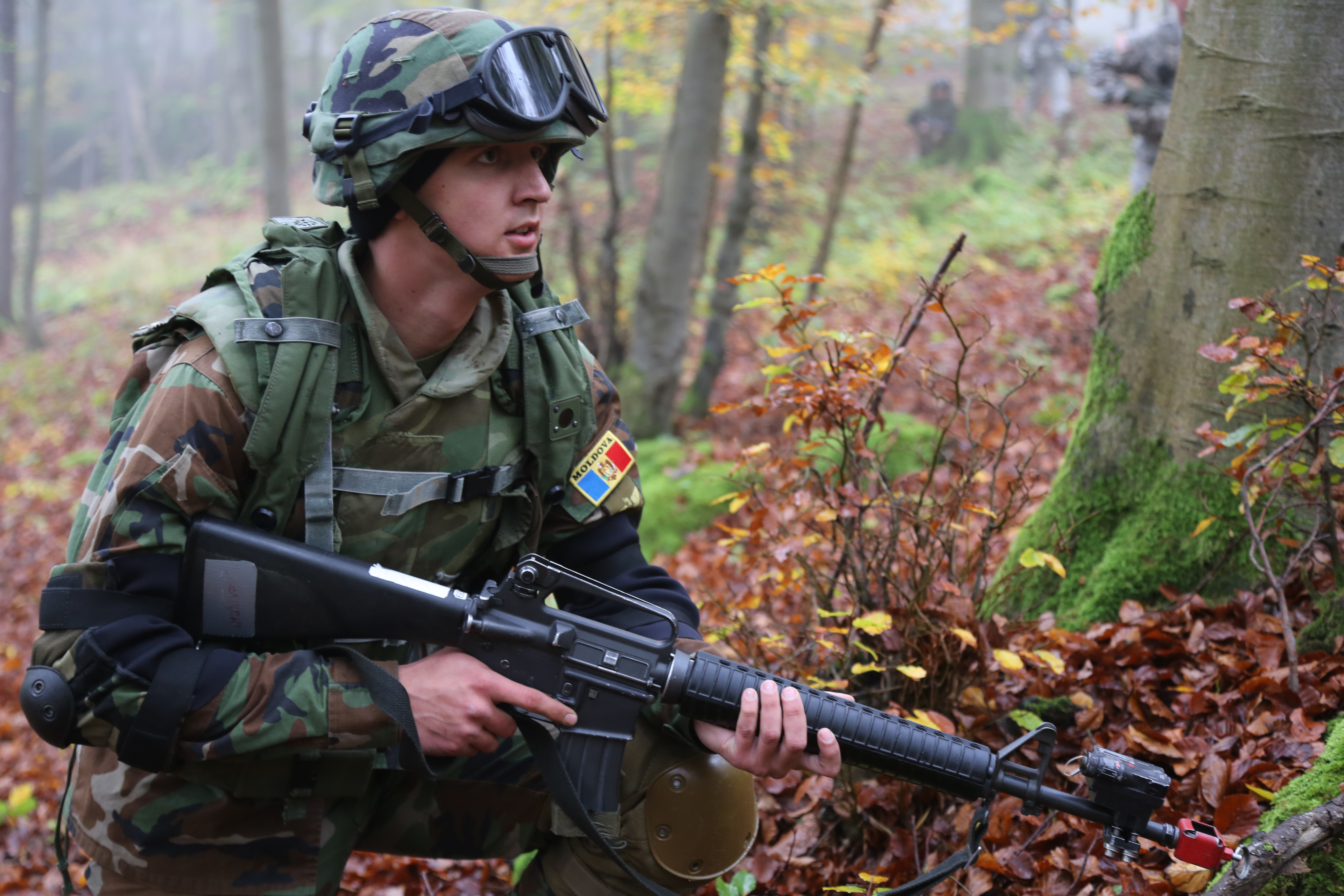
Soldat der moldauischen Streitkräfte

Die moldauischen Streitkräfte gliedern sich in Heer und Luftstreitkräfte. Wegen der Binnenlage des Staates hat Moldau keine Marine. In der Republik Moldau gibt es eine Wehrpflicht; der Dienst dauerte 2016 12 Monate. Moldau gab 2017 knapp 0,4 % seiner Wirtschaftsleistung oder 29,7 Millionen US-Dollar für seine Streitkräfte aus. Das Verteidigungsbudget des Staates ist eines der kleinsten der Welt.
Transnistrien unterhält eigene Streitkräfte.

### Verwaltungsgliederung

Verwaltungsgliederung der Republik Moldau

Das Gebiet der Republik Moldau ist in fünf Munizipien (Municipii; Singular Municipiu) und 32 Rajons (Raioane; Sg. Raion) unterteilt. Daneben gibt es zwei autonome territoriale Einheiten. Zwei der Munizipien (Comrat und Tiraspol) sind de jure Teil einer autonomen territorialen Einheit (Gagausien bzw. Transnistrien), ein weiteres Munizip (Bender) wird de facto – wie auch Teile des Rajons Căușeni – von Transnistrien kontrolliert.

#### Munizipien
- Bălți
- Chișinău
- Comrat
- Bender
- Tiraspol

#### Autonome territoriale Einheiten
- Gagausien (autonome territoriale Einheit)
- Transnistrien (de jure autonome territoriale Einheit mit besonderem Rechtsstatus, tatsächlich jedoch ein stabilisiertes De-facto-Regime ohne internationale Anerkennung)[104][105]

#### Rajons
- Anenii Noi
- Basarabeasca
- Briceni
- Cahul
- Cantemir
- Călărași
- Căușeni
- Cimișlia
- Criuleni
- Dondușeni
- Drochia
- Dubăsari
- Edineț
- Fălești
- Florești
- Glodeni
- Hîncești
- Ialoveni
- Leova
- Nisporeni
- Ocnița
- Orhei
- Rezina
- Rîșcani
- Sîngerei
- Soroca
- Strășeni
- Șoldănești
- Ștefan Vodă
- Taraclia
- Telenești
- Ungheni

## Wirtschaft

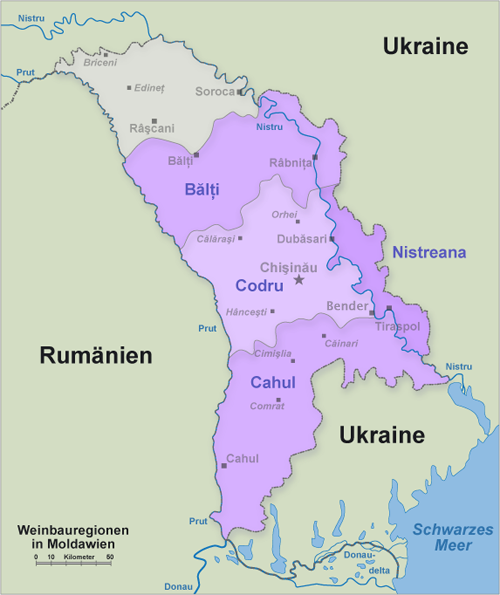
Weinbauregionen in der Republik Moldau

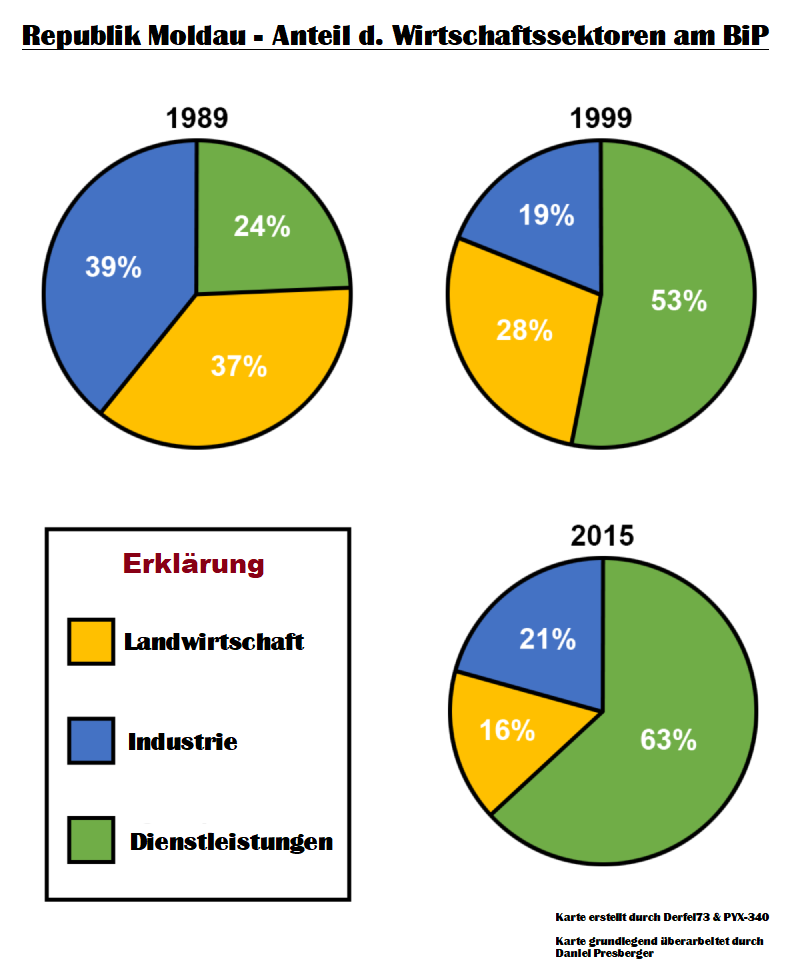
Entwicklung der drei Wirtschaftssektoren

### Allgemein

Entwicklung des realen Bruttoinlandsprodukts pro Kopf

Die Republik Moldau lebt vor allem von der Landwirtschaft sowie von der damit verbundenen Industrie. Das Klima begünstigt Obst- und Weinbau. Wein ist neben Branntwein und Konserven (Obst/Gemüse) ein Hauptexportartikel, dazu kommen Textilerzeugnisse und kleinere Elektrogeräte. Die hohe Luftqualität verdankt der Staat dem Umstand, dass er kein Industriestaat ist.
Das Bruttoinlandsprodukt (BIP) der Republik Moldau betrug 2023 17 Mrd. USD. Das Bruttoinlandsprodukt pro Kopf betrug im selben Jahr 6.642 USD. Im Global Competitiveness Index – der die Wettbewerbsfähigkeit eines Staates misst – belegt die Republik Moldau den Rang 89 von 137 Staaten (Stand: 2017–2018). Der Index für wirtschaftliche Freiheit 2024 des Landes war der 99 höchste von 176 Ländern.
Die Republik Moldau hat eine in weiten Teilen freie Marktwirtschaft. Als Teil des Assoziierungsabkommens mit der EU ist die Einrichtung einer Freihandelszone vereinbart worden. Der Agrarsektor trug 2014 12,3 % zum BIP bei. Der Dienstleistungssektor machte 2014 (Januar bis September) insgesamt 60 % des BIPs aus. Die Industrieproduktion hatte einen Anteil von 14 %.
Das Land führt zwei Wertpapierbörsen mit der Moldova Stock Exchange und seit 2024 der Chișinău Stock Exchange.
Die Arbeitslosenquote wird 2017 mit nur 4,1 % angegeben. Unterbeschäftigung ist jedoch verbreitet und die Löhne sind sehr niedrig. Im selben Jahr arbeiteten 32,3 % aller Arbeitskräfte in der Landwirtschaft, 12 % in der Industrie und 55,7 % im Dienstleistungssektor. Die Republik Moldau gehört zu den letzten europäischen Staaten, in denen ein großer Teil der Arbeitskräfte noch im primären Sektor beschäftigt ist. Die Gesamtzahl der Arbeitskräfte wird für 2017 auf 1,29 Millionen geschätzt, davon sind 49 % Frauen.

### Wirtschaftsentwicklung
Vor ihrer Unabhängigkeit Anfang der 1990er-Jahre war die Republik Moldau eine der wohlhabendsten Sowjetrepubliken. Seit 1992 hat sich infolge des ungelösten Transnistrien-Konflikts die wirtschaftliche Lage drastisch verschlechtert. Der durchschnittliche Monatslohn stieg von 30 Euro (ca. 465 Lei) im Februar 2003 auf 102 Euro (ca. 1.695 Lei) im Jahr 2006, Pensionisten bekommen im Schnitt 12 Euro im Monat. Um das Existenzminimum zu decken, waren 2003 mindestens 100 Euro nötig. Hierbei ist aber die enorme Bedeutung der Schattenwirtschaft zu beachten, durch die das tatsächliche Einkommen Vieler teilweise enorm gesteigert wird. Die offiziellen Statistiken sind daher nur begrenzt aussagekräftig.
In der Republik Moldau gilt in der Regel eine Mehrwertsteuer von 20 %. Einige Lebensmittel, wie beispielsweise Brot oder Milch, aber auch Gas oder der Postversand, sind mit einer ermäßigten Steuer von 8 % belegt. Seit 2014 dürfen sich dessen Bürger visafrei in der EU bewegen. Die Europäische Union hat der Republik Moldau umfangreiche Finanzhilfen zugesagt.
Die Republik Moldau ist einer der ärmsten Staaten Europas, nach dem BIP pro Kopf der wirtschaftsschwächste Staat in Europa. Ein Viertel der Bevölkerung ist daher ins Ausland abgewandert; von dort überweisen diese Emigranten Geld in die Republik Moldau, das in der Summe mehr ausmacht als dessen BIP.
| Jahr                                    | 2010  | 2015   | 2016   | 2017   | 2018   | 2019   | 2020   | 2021   | 2022   | 2023   |
| --------------------------------------- | ----- | ------ | ------ | ------ | ------ | ------ | ------ | ------ | ------ | ------ |
| BIP in Mrd. USD (Kaufkraftparität)      | 21,3  | 27,7   | 29,2   | 31,0   | 32,1   | 35,7   | 35,6   | 40,7   | 41,4   | 43,2   |
| BIP pro Kopf in USD (Kaufkraftparität)  | 7.405 | 9.748  | 10.349 | 11.152 | 11.768 | 13.326 | 13.533 | 15.735 | 16.308 | 17.320 |
| BIP-Wachstum (real)                     | 7,1 % | −0,3 % | 4,4 %  | 4,2 %  | 4,1 %  | 3,6 %  | −8,3 % | 13,9 % | −5,0 % | 0,7 %  |
| Inflation (in Prozent)                  | 7,4 % | 9,6 %  | 6,4 %  | 6,5 %  | 3,6 %  | 4,8 %  | 3,8 %  | 5,1 %  | 28,6 % | 13,4 % |
| Staatsverschuldung (in Prozent des BIP) | 25 %  | 42 %   | 39 %   | 35 %   | 32 %   | 29 %   | 37 %   | 34 %   | 35 %   | 35 %   |

### Außenhandel

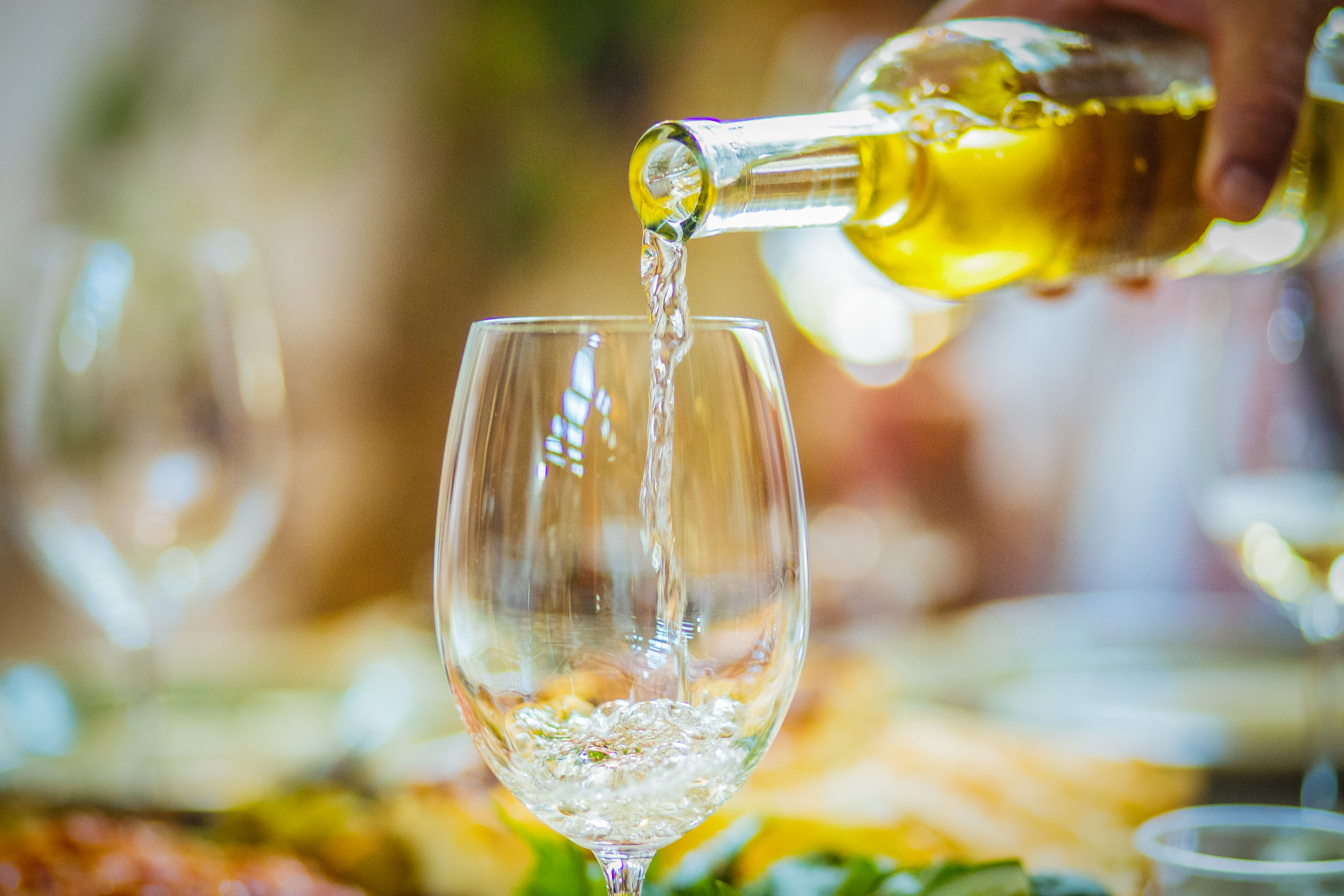
Weinflaschen aus Moldau

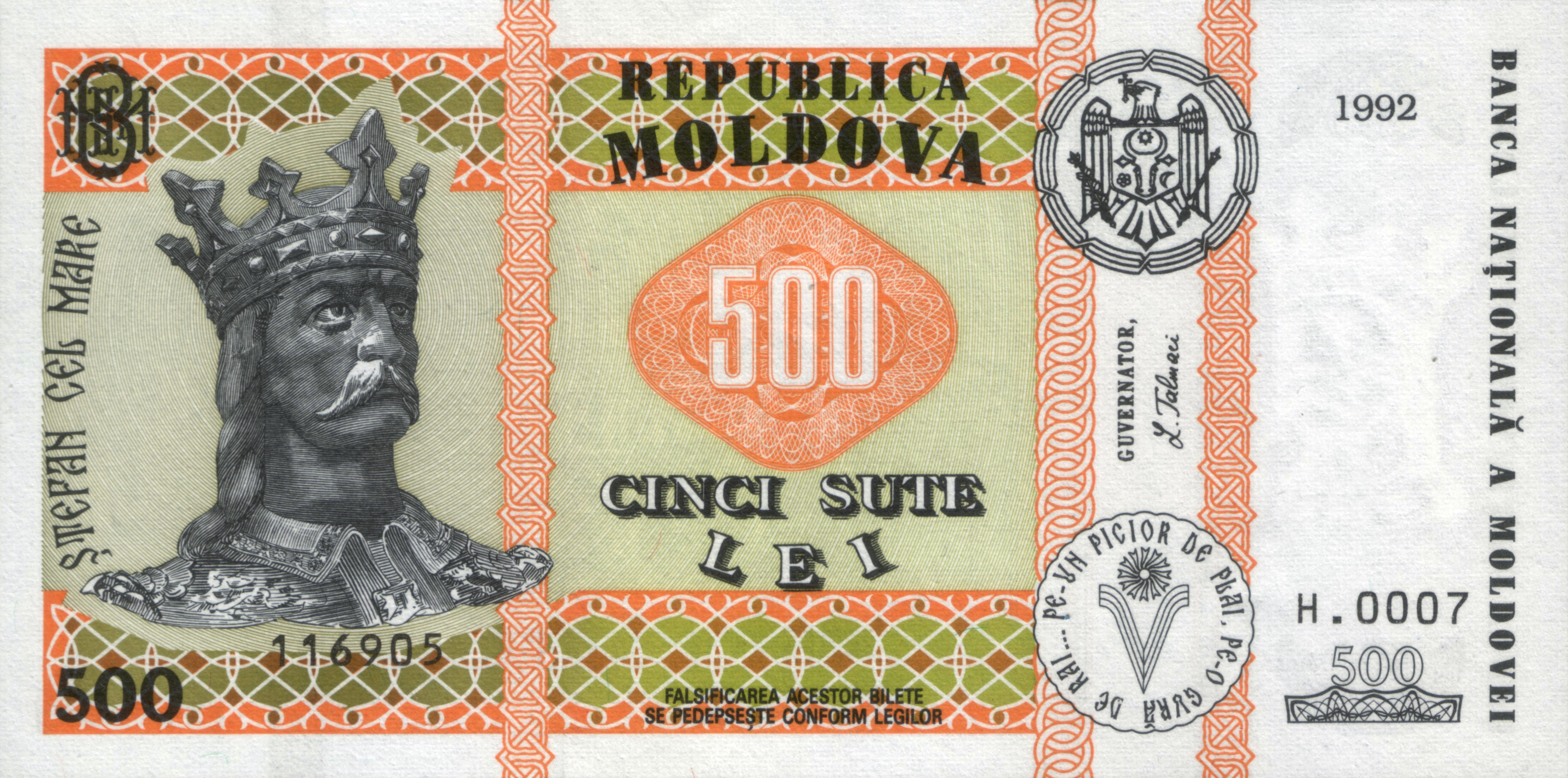
Moldauischer Leu

#### Export
2021 exportierte die Republik Moldau Waren im Wert von 3144,5 Mio. US-Dollar – hauptsächlich Nahrungsmittel (25,8 %), Elektrotechnik (16,6 %), Rohstoffe (ohne Brennstoffe; 11,6 %) und Textilien (11,3 %). Weitere wichtige Ausfuhrgüter waren Getränke und Tabak (6,7 %), Möbel und Möbelteile (5,0 %), chemische Erzeugnisse (4,9 %), natürliche Öle, Fette und Wachse (3,9 %), Baustoffe, Glas und Keramik (2,1 %) sowie Kraftfahrzeuge und Kraftfahrzeugteile (2,0 %). Andere Exportgüter machten einen Anteil von 10,1 % aus. Die wichtigsten Zielstaaten waren 2022:
- Rumänien 28,6 %
- Ukraine 16,6 %
- Italien 7,6 %
- Türkei 7,0 %
- Deutschland 5,3 %
- Russland 4,4 %

58,6 % der Exporte gingen an EU-Mitgliedstaaten, während 24,1 % auf die Gemeinschaft Unabhängiger Staaten (GUS) entfielen.

#### Import
Die Importe der Republik Moldau beliefen sich 2021 auf 7176,8 Mio. US-Dollar. Die Haupteinfuhrgüter waren chemische Erzeugnisse (14,4 %), Nahrungsmittel (10,7 %), Petrochemie (8,3 %), Maschinen (7,6 %), Elektrotechnik (7,3 %), Textilien (7,2 %), Kraftfahrzeuge und Kraftfahrzeugteile (6,4 %), Gas (4,2 %), Elektronik (4,0 %) und Metallwaren (3,0 %). Der Anteil der sonstigen Importgüter betrug 26,9 %. Die bedeutendsten Partner auf der Importseite waren 2022:
- Rumänien 17,9 %
- Russland 12,4 %
- Volksrepublik China 10,3 %
- Ukraine 9,3 %
- Türkei 7,2 %
- Deutschland 6,3 %

Am 27. März 2006 setzte die russische Regierung ein Verbot für den Import von moldauischen und georgischen Weinprodukten in Kraft. Das Verbot – das offiziellen Angaben zufolge wegen zu hoher Schadstoffbelastungen erfolgt sein soll – führte zu heftiger Kritik seitens der betroffenen Weinproduzenten in der Republik Moldau und Georgien. Etwa 82 % des gesamten moldauischen Weinexports ging nach Russland, das damit der wichtigste Exportpartner für moldauischen Wein war. Gegen Ende 2006 wurde das Importverbot für moldauische Weine wieder aufgehoben.

### Staatshaushalt
Der Staatshaushalt umfasste 2016 Ausgaben in Höhe von umgerechnet 2,46 Mrd. US-Dollar, dem standen Einnahmen von 2,29 Mrd. US-Dollar gegenüber. Das entspricht einem Defizit von 2,2 % des BIP.
Die Staatsverschuldung betrug 38,0 % des BIP.
2020 betrug der Anteil der Staatsausgaben (in % des BIP) in den folgenden Bereichen:
- Gesundheit: 6,8 %
- Bildung: 6,4 %
- Militär: 0,5 % (2023)

## Infrastruktur

### Feuerwehr
In der Feuerwehr in Moldau waren 2019 staatsweit 1381 Berufs- und 90 freiwillige Feuerwehrleute organisiert, die in 62 Feuerwachen und Feuerwehrhäusern – in denen 163 Löschfahrzeuge und 25 Drehleitern bzw. Teleskopmasten bereitstehen – tätig sind.

### Eisenbahn

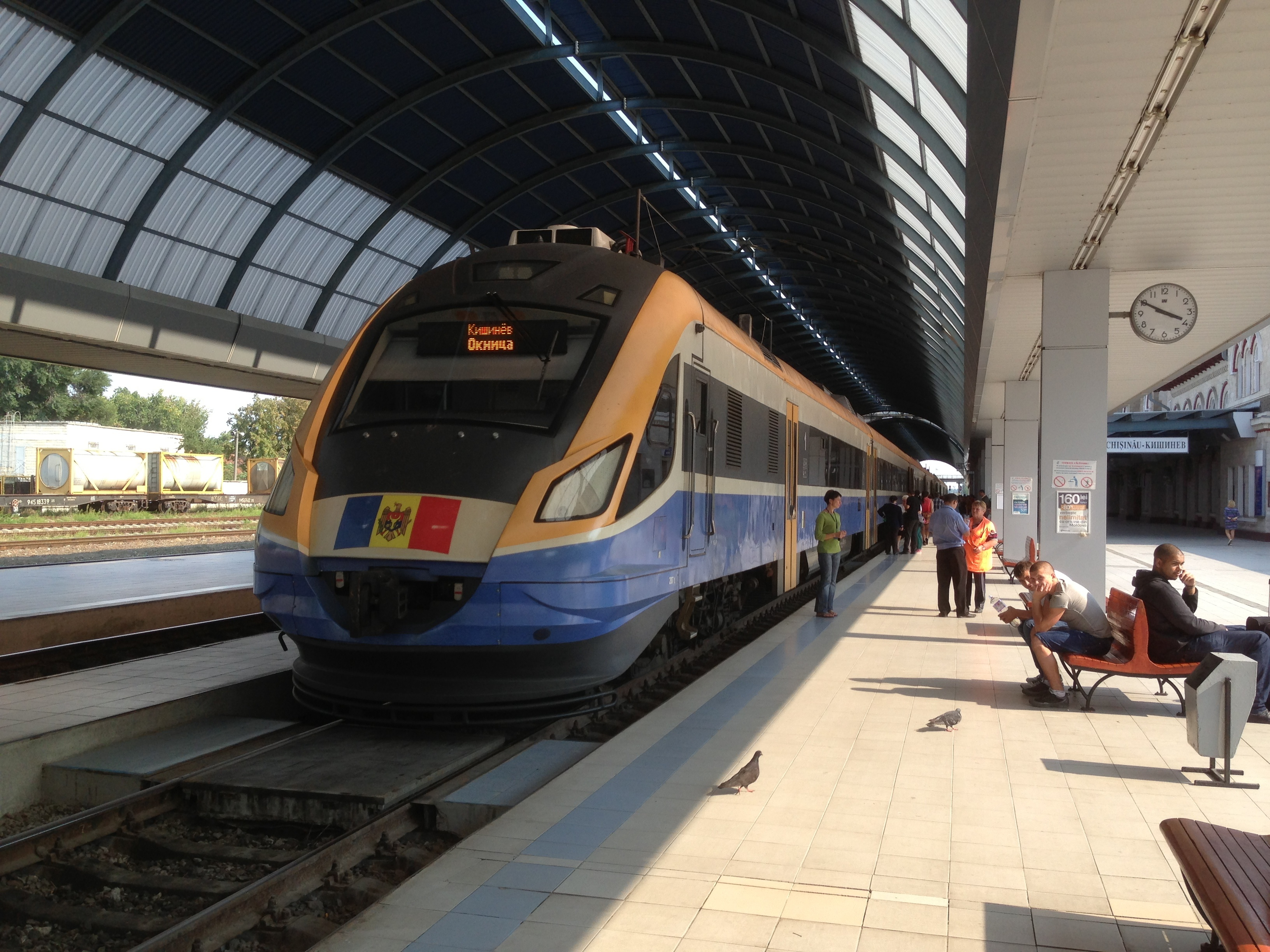
Calea Ferată din Moldova

Das Eisenbahnnetz hat eine Länge von 1190 km und ist in 1520‑mm-Breitspur ausgeführt. Es gibt keine elektrifizierten Strecken, der Verkehr wird mit Dieseltriebfahrzeugen durchgeführt. Im Moment gibt es im internationalen Personenverkehr direkte Verbindungen nach Kiew, Iași und Bukarest. Der inländische Bahnverkehr ist wegen des sehr geringen Angebots unbedeutend.

### Straße
Das gesamte Straßennetz umfasste 2012 etwa 9352 km, wovon 8835 km asphaltiert sind. Der Strassenzustand außerhalb von Chișinău ist meist mangelhaft. Autobahnen gibt es keine und es sind auch keine in Planung.
Regional und national ist der Bus das wichtigste Transportmittel im Personenverkehr. Für den internationalen Verkehr gibt es Busverbindungen in zahlreiche europäische Großstädte.

### Schifffahrt
Mit dem Zugang zu Dnister und Pruth verfügt der Staat über wichtige Binnenwasserstraßen. Am nur wenige hundert Meter breiten Zugang zur Donau entstand der zollfreie Hafen Giurgiulești, der für Seeschiffe bis 7 Metern Tiefgang erreichbar ist.

### Flugverkehr

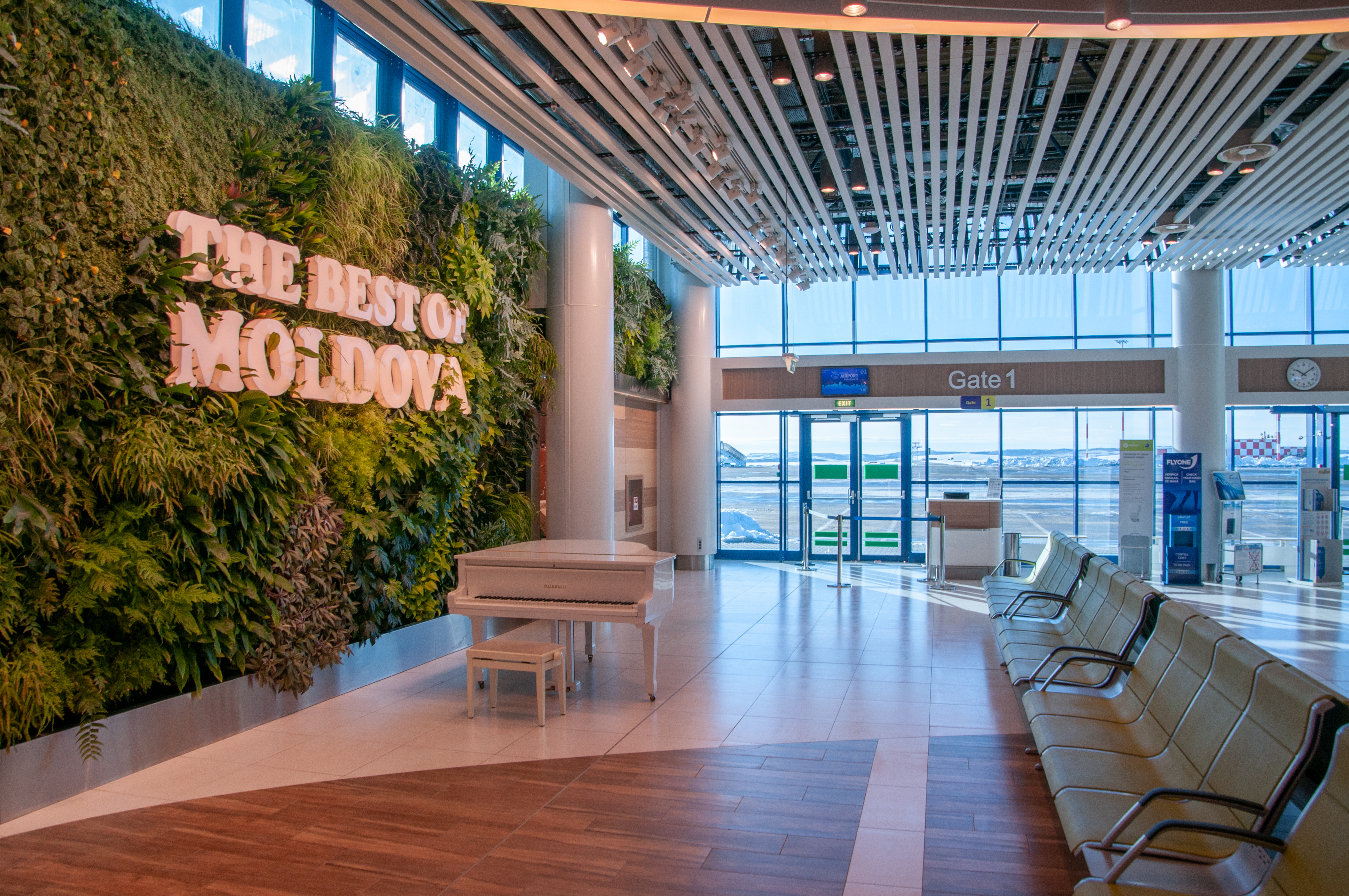
Aeroportul Internațional Chișinău

Der Aeroportul Internațional Chișinău (IATA-Code: RMO, vormals KVI) ist der einzige internationale Flughafen der Republik Moldau. Von dort gibt es Direktflüge nach Wien, Istanbul, Moskau, Timișoara, Budapest, Bukarest, Paris, Frankfurt, München, Rom, Hamburg, Warschau und Verona.
Der erste Flug eines Verkehrsflugzeugs zwischen Frankfurt und Chișinău fand am 7. Juli 2003 statt. Es handelte sich um einen Charterflug der Lufthansa, auf dem 182 Passagiere mit einem Airbus A321 befördert wurden. Es war auch die erste Landung dieses Flugzeugtyps auf dem Flughafen Chișinău.
Ein seit Anfang 2003 andauernder Konflikt im Luftfahrtsektor konnte beigelegt werden. Die Wiederaufnahme von Direktflügen zwischen Frankfurt und Chișinău erfolgte im Juli 2005. Sie wurden von Air Moldova (IATA-Code: 9U) und dem deutschen Codesharing-Partner Cirrus Airlines durchgeführt.

## Kultur

### Medien
In der Republik Moldau erscheinen vier national verbreitete Tageszeitungen. 2017 nutzten 76,1 % der Einwohner Moldaus das Internet.
Die staatliche Rundfunkanstalt Teleradio-Moldova (TRM) produziert die Hörfunkprogramme Radio Moldova und betreibt den Auslandsradiosender Radio Moldova Internațional (RMI). RMI stellt Sendungen in rumänischer, englischer, russischer, französischer und spanischer Sprache her, die über das Internet verbreitet werden. TRM überträgt zudem die beiden Fernsehprogramme Moldova 1 und Moldova International (Moldova TVI).
Anfang 2014 äußerten Vertreter der EU und der OSZE Bedenken zur Pressefreiheit in der Republik Moldau. Hintergrund war das plötzliche Verbot mehrerer oppositioneller Fernsehsender. Bei der Rangliste der Pressefreiheit 2022, welche von Reporter ohne Grenzen herausgegeben wird, belegte die Republik Moldau Platz 40 („zufriedenstellende Lage“) von 180 Ländern.

### Feiertage

Marțișor (Märzchen)

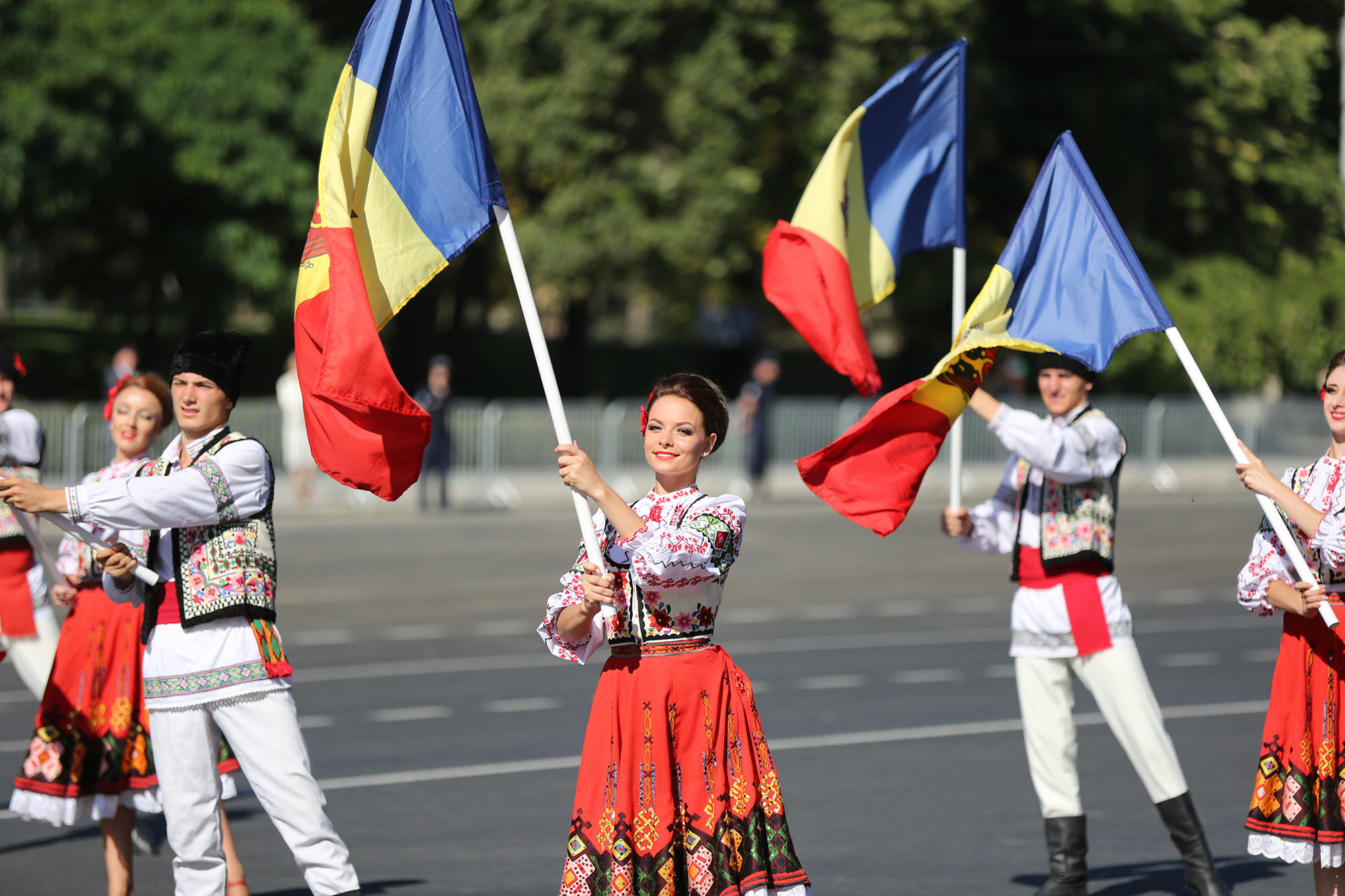
Unabhängigkeitstag (2016)

| Datum                      | Feiertag                 | Kurzbeschreibung                          |
| -------------------------- | ------------------------ | ----------------------------------------- |
| 31. Dezember und 1. Januar | Neujahrstag              |                                           |
| 7. und 8. Januar           | Weihnachten              | orthodoxes Weihnachtsfest                 |
| 14. Januar                 | Neujahr                  | orthodoxer Neujahrstag                    |
| 1. März                    | Marțișor                 | symbolische Blümchen an der Kleidung      |
| 8. März                    | Frauentag                | Internationaler Frauentag                 |
| variabel                   | Ostern                   | orthodoxes Osterfest                      |
| 1. Mai                     | Tag der Arbeit           |                                           |
| 8. und 9. Mai              | Tag des Gedenkens        |                                           |
| 9. Mai                     | Tag des Sieges           |                                           |
| 27. August                 | Unabhängigkeitstag       | Unabhängigkeit von der Sowjetunion (1991) |
| 31. August                 | Limba Noastră cea Română | Tag der rumänischen Sprache               |

### Musik

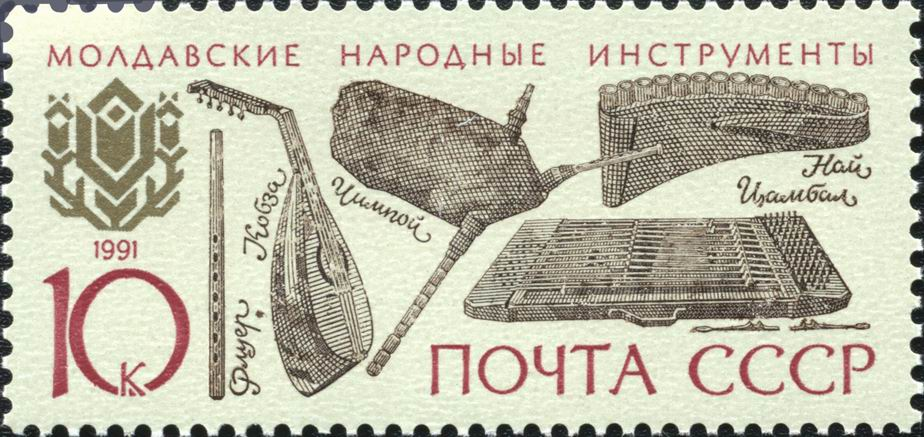
Sowjetische Briefmarke von 1991 mit den moldauischen Musikinstrumenten fluier (Flöte), cobsa (Laute), cimpoi (Sackpfeife), nai (Panflöte) und țimbal (Hackbrett).

Die Volksmusik der Republik Moldau ist vom kulturellen Erbe verschiedener Völker seit der Zeit der Daker geprägt und ähnelt in vielem der Musik Rumäniens, in welche durch die Lage am Rand Südosteuropas slawische Elemente gelangt sind. Die Überlieferung innerhalb der im Lauf der Jahrhunderte wenig veränderten ruralen Kultur ließ eigenständige Regionalstile entstehen, in denen Einflüsse der bulgarischen, ungarischen, osmanischen, ukrainischen Musik und der Musik der Roma vorhanden sind. Die Volksmusik steht bis heute großteils im Zusammenhang mit jahreszeitlichen Festen und Übergangsriten. Eine weitere wesentliche Traditionslinie ist die Musik der Hirten (ciobani), die sich unter anderem im vorherrschenden solistischen Gesang – während Chorgesang eher selten ist, in der engen Verbindung von Vokal- und Instrumentalmelodien, in der Verwendung bestimmter Musikinstrumente und in einer epischen Liedtradition zeigt.
Die professionellen Volksmusiker sind seit dem frühen Mittelalter als lăutari (Singular lăutar, abgeleitet von der verschwundenen Zupflaute lăută, von arabisch al-ʿūd) bekannt. Die Namen mancher lăutari sind seit dem 15. Jahrhundert überliefert. Ihr Ensemble, mit dem sie bei Festen Tanzmusik spielen, heißt taraf und besteht aus Flöten (allgemein fluier) und Violinen (vioara) als den führenden Melodieinstrumenten. Als rhythmisches Begleitinstrument tritt häufig die Knickhalslaute cobsă hinzu. Weitere Instrumente eines taraf-Ensembles sind bei unterschiedlichen Besetzungen Bratsche, Kontrabass, Zymbal (Hackbrett), Klarinette, Nai (Panflöte) und cimpoi (Sackpfeife).
Zur Hirtentradition gehören die solistisch gesungenen Heldenepen, besonders die sehr alte Geschichte des Schafes Miorița, die von der Ermordung eines jungen Schäfers erzählt. Typische Musikinstrumente der Hirten sind verschiedene Flöten, darunter die Längsflöte tilincă ohne Fingerlöcher, sowie die Langtrompete trâmbiţă (entsprechend der ukrainischen trembita), die Sackpfeife und die Maultrommel drîmbă.
Zu den einstimmigen Chorgesängen bei jahreszeitlichen Festen und Familienfeiern gehören die colindă in der Weihnachtszeit und die malanca am Vorabend des Neujahrstages. Die Melodien der lyrischen Lieder sind stark ornamentiert und verfügen im Unterschied zu den melodisch und rhythmisch einfach strukturierten Hirtenliedern über einen relativ großen Tonumfang von über einer Oktave. Zeremonielle und unterhaltende Volkstänze sind ein wesentlicher Teil der Musikkultur und kommen in über 300 namentlich benannten Variationen vor. In ihrer Gestalt und rituellen Funktion stehen sie mit anderen regionalen Tänzen in der Karpatenregion und auf der Balkanhalbinsel in Beziehung.
Die bulgarische Minderheit pflegt eine eigene Volksmusiktradition ihrer ostthrakischen Heimat, in der antiphonale Gesänge vorkommen. Die Musik der Gagausen enthält die meisten Elemente aus der osmanischen Musik, zu der reich ornamentierte komplexe Melodien und Rhythmen gehören.
Eine der Republik Moldau zuzuordnende klassische Musik entstand Ende des 18. Jahrhunderts, als in den Opern russischer Komponisten Elemente moldauischer Volksmusik auftauchten. Als das östliche Gebiet des Fürstentums Moldau 1812 ein Teil des Russischen Kaiserreichs geworden war, wuchs der Einfluss russischer Komponisten, von denen sich einige in Chișinău niederließen. Dort wurde 1919, unter rumänischer Regierung, das Unirea-Konservatorium eingerichtet, die erste höhere Bildungseinrichtung in Bessarabien, welche auch die professionelle Musikausbildung beförderte. Die in den 1930er-Jahren gegründeten Sinfonieorchester mussten sich nach einer Zwangspause während des Zweiten Weltkriegs in der sozialistischen Zeit der sowjetischen Kulturpolitik unterordnen. 1955 wurde in Chișinău die heutige Nationaloper eröffnet. Die vormals eher kleinen Ensembles wurden zu größeren Orchestern erweitert und man integrierte die moldauischen Volksmusikkomponisten mit dem Auftrag zur kontinuierlichen Produktion neuer Lieder in einen Komponistenverband (Uniunea compozitorilor din Moldova). Volksmusikveranstaltungen und -wettbewerbe in den über das ganze Land verteilten Kulturpalästen waren integraler Bestandteil des sozialen Zusammenhalts sowjetischer Kulturpolitik. Nach der Unabhängigkeit begann die musikalische Rückbesinnung auf die Volksmusik. Manche wollten die nationale Kultur von ausländischen Einflüssen befreien; andere wollten eigene musikalische Elemente mit den Neuerungen der internationalen klassischen Musikszene zu verbinden.
Klassische moldauische Komponisten waren Alexandru Cristea (1890–1942), der Komponist der Nationalhymne Limba Noastră, Ștefan Neaga (1900–1951), Vasile Zagorschi (1926–2003), Zlata Tkach (1928–2006) und Iulia Țibulschi (* 1933). Der Komponist Arkady Luxemburg (* 1939) lebt und arbeitet seit 1995 in Kalifornien.

### Essen und Trinken

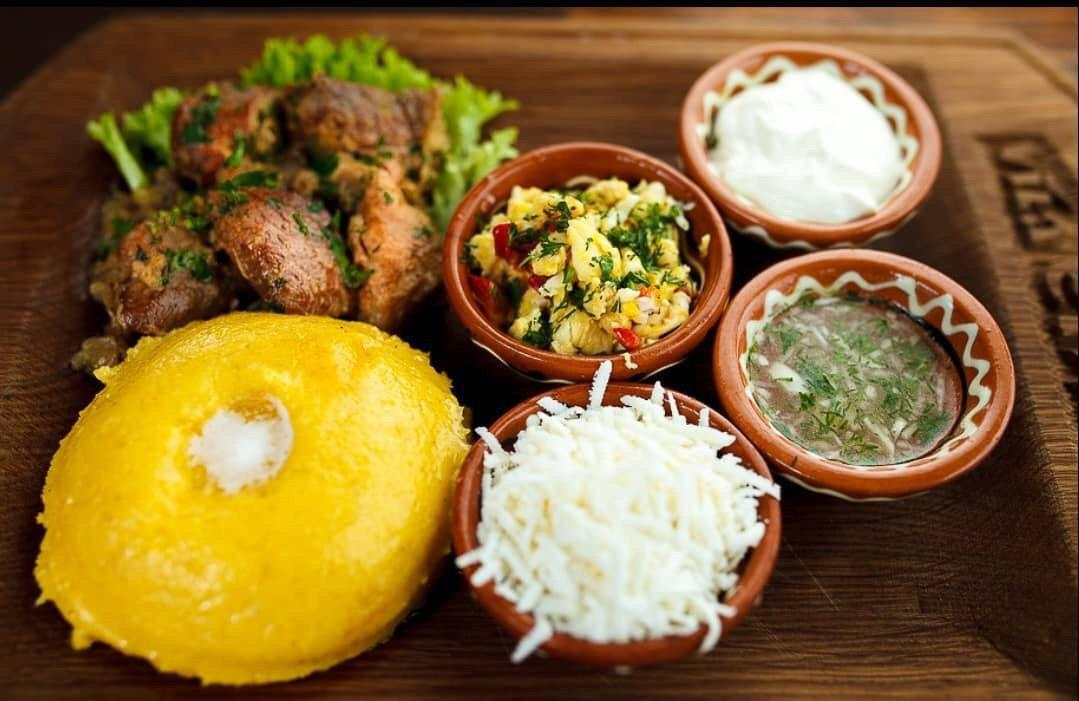
Moldauische Küche

Die Küche der Republik Moldau ist eng mit der Küche Rumäniens (besonders aus der Region Westmoldau) verwandt. Man findet auch Einflüsse der russischen, griechischen und der türkischen Küche vor.

### Sport

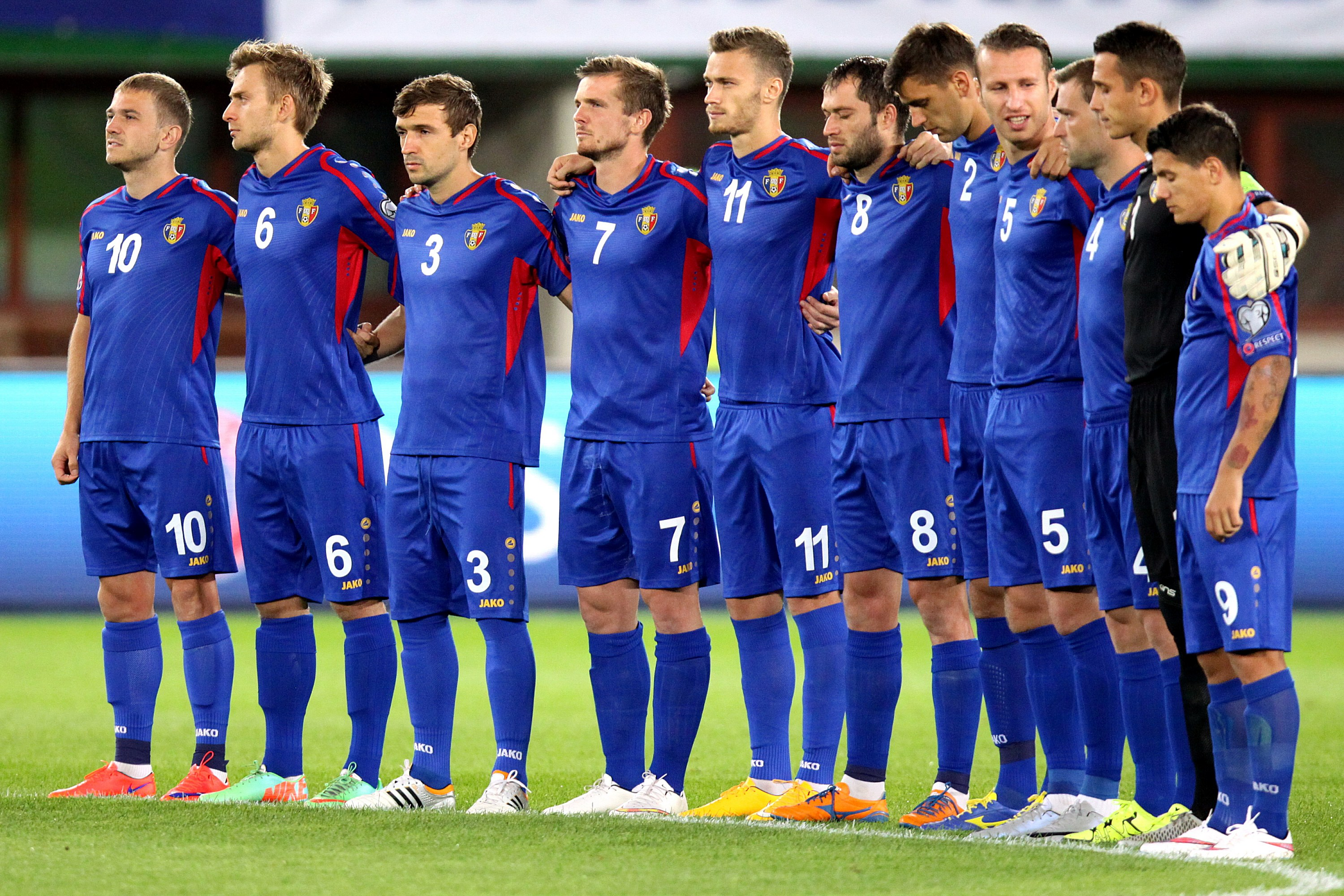
Moldauische Fußballnationalmannschaft

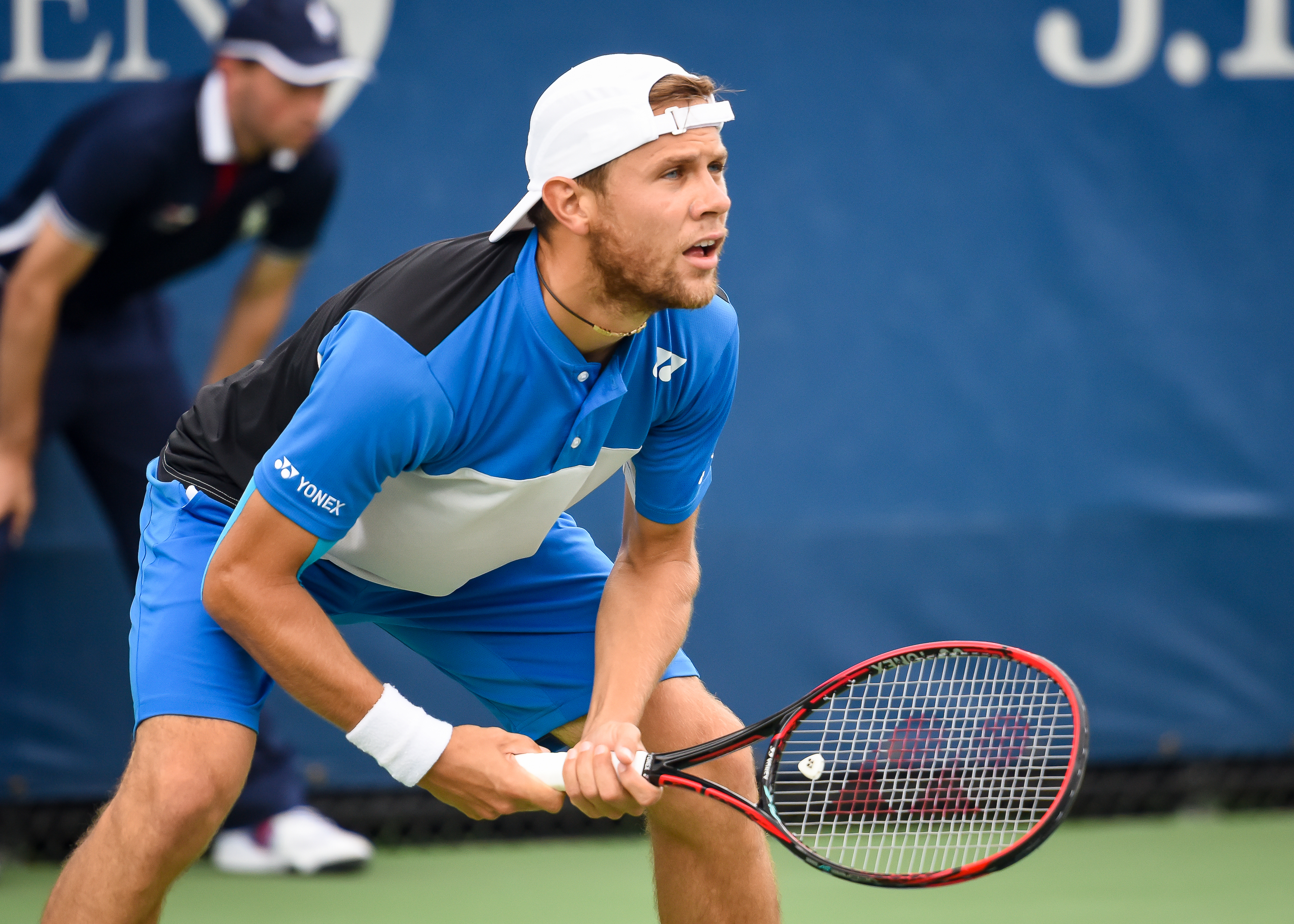
Radu Albot, moldauischer Tennisspieler

Der 1990 neu gegründete moldauische Fußballverband hat eine solide Grundlage für den nationalen Fußball geschaffen. 2006 wurde das 10.500 Zuschauer fassende Zimbru-Stadion neu eröffnet, ein Großteil der Ressourcen des Verbandes wurde in die Ausbildung für Nachwuchstrainer gesteckt, staatsweite Fußballakademien sind im Aufbau.
Die Moldauische Fußballnationalmannschaft belegt (Stand: Februar 2022) Platz 151 der FIFA-Weltrangliste.
Moldauische Sportvereine, die gelegentlich in Wettbewerben auf europäischer Ebene spielen, sind:
- FC Sheriff Tiraspol (Fußball)
- FC Nistru Otaci (Fußball)
- FC Dacia Chișinău (Fußball)
- Politehnica Chișinău (Fußball)
- FC Tiraspol (Fußball)
- Olimpus Chișinău (Handball)

Das Nationale Olympische Komitee der Republik Moldau wurde 1991 gegründet und 1993 mit dem Länderkürzel MDA vom Internationalen Olympischen Komitee aufgenommen. Seit 1996 nahm die Republik Moldau an vier Olympischen Sommerspielen teil. Zu den Spielen 2024 in Paris entsandte der Staat 26 Athleten. Insgesamt errangen die moldauischen Athleten zehn Medaillen bei Olympischen Spielen.
Special Olympics Moldau wurde 1990 gegründet und nahm mehrmals an Special Olympics Weltspielen teil.
Im Bereich Formationstanzen gehört der moldauische Club DSC Kodryanka Kishinev seit vielen Jahren zur Weltspitze. Der Club wurde mehrmals Europa- und Weltmeister.
Im Rugby (Rugby Union) spielt die Nationalmannschaft in der EM-Gruppe B1 zusammen mit Deutschland, Polen, Tschechien, den Niederlanden und Belgien. Die letzten beiden Länderspiele (2010) gegen Polen (36:25) und die Ukraine (28:19) wurden deutlich gewonnen. In der IRB-Rangliste steht die Republik Moldau auf Rang 30. Der Rugby-Verband umfasst sieben Vereine mit 2600 registrierten Spielern.

## Sehenswürdigkeiten

### Klöster in der Republik Moldau
- Butuceni-Kloster in Orheiul Vechi (15. bis 17. Jahrhundert)
- Kloster Călărășeuca (18. Jh.)
- Kloster Căpriana mit der Kirche des Heiligen Georg (15. Jh.)
- Kloster Ciuflea (19. Jh.) mit der Kirche des Heiligen Teodor, in Chișinău
- Kloster Condrita
- Curchi-Kloster (18. Jh.)
- Kloster Frumoasa
- Kloster Hâncul (17. Jh.)
- Kloster Hârbovăț (18. Jh.)
- Kloster Hârjauca (18. Jh.)
- Kloster Hîncu (17. Jh.)
- Kloster Hirbovat
- Kloster Japca (16. Jh.)
- Kloster Rudi (Rughi) mit der Kirche der Heiligen Dreifaltigkeit (18. Jh.)
- Kloster Saharna (18. Jh.)
- Kloster Suruceni (18. Jh.)
- Kloster Țipova (18. Jh.)
- Kloster Ulmu
- Kloster Vărzărești (15. Jh.)

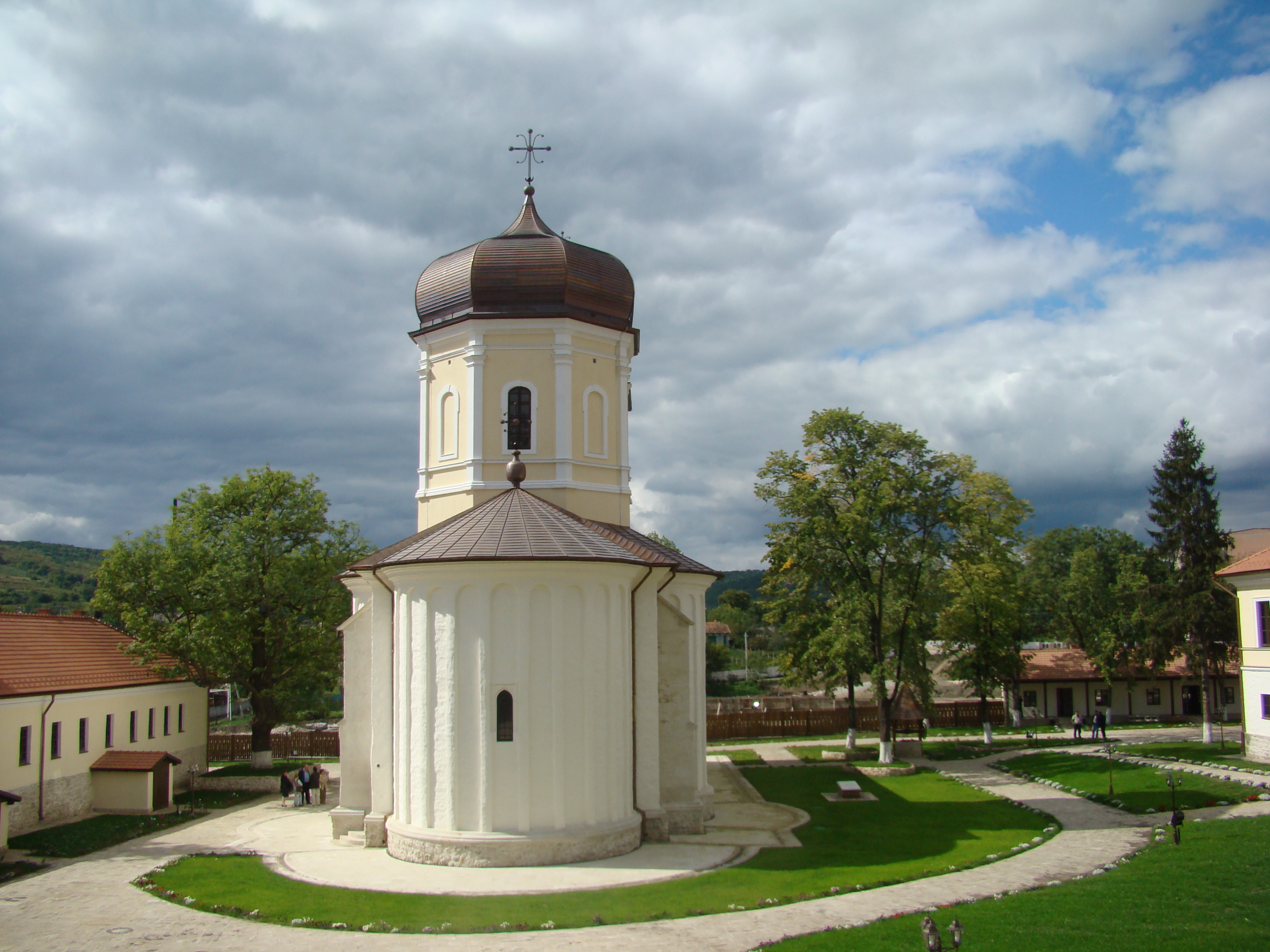
Kloster Căpriana
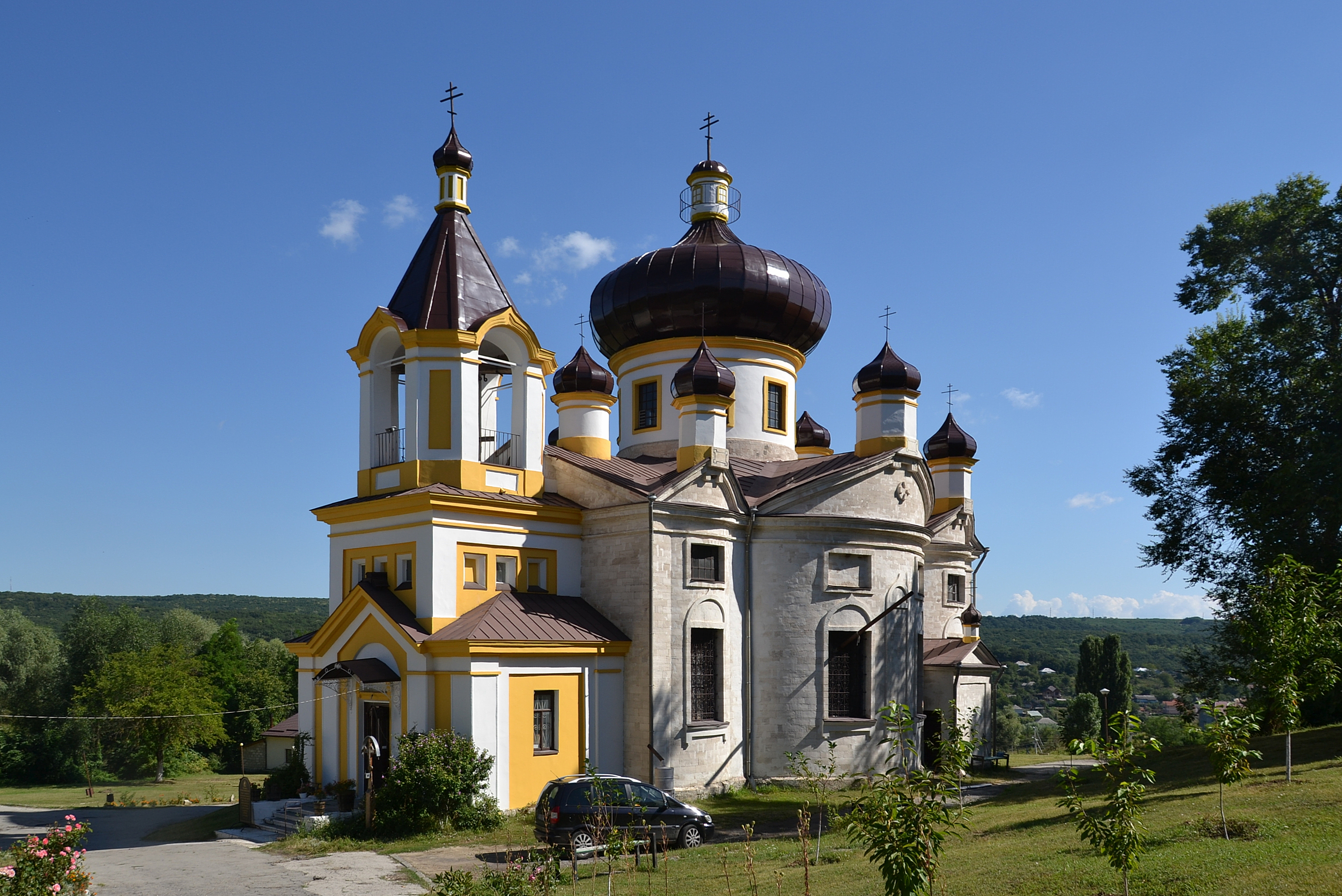
Kloster Condrita
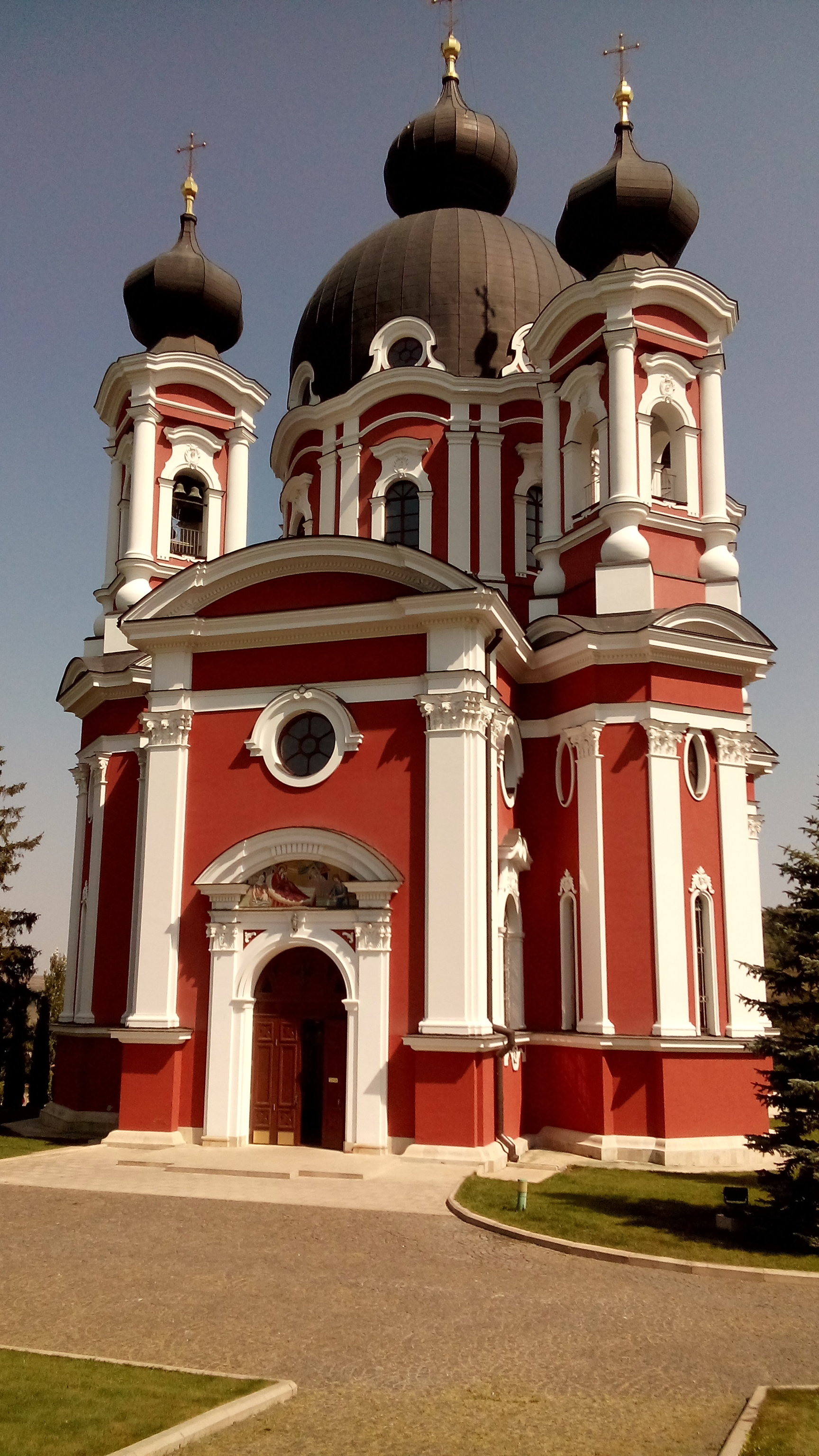
Kloster Curchi
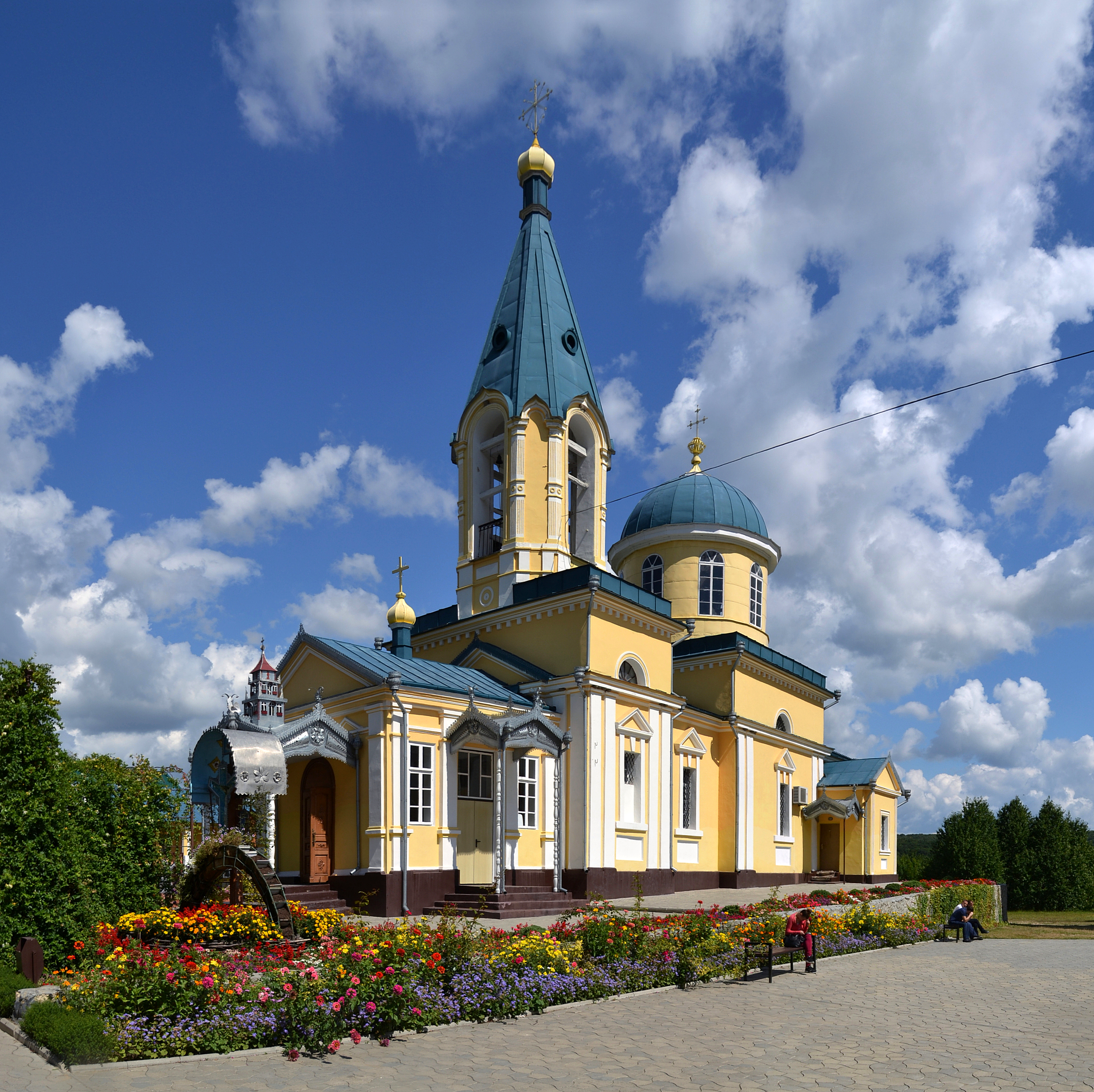
Kloster Hincu
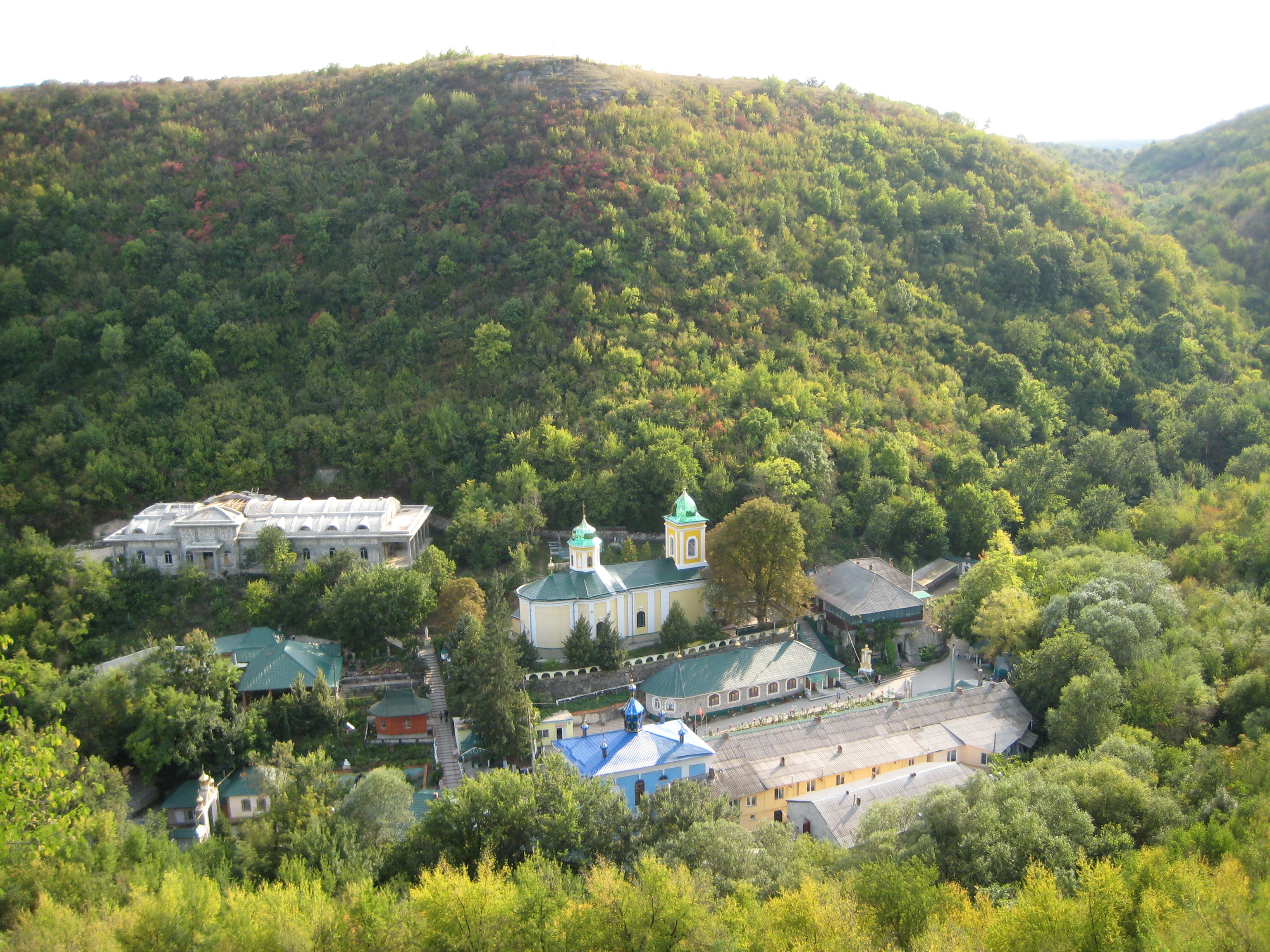
Kloster Saharna
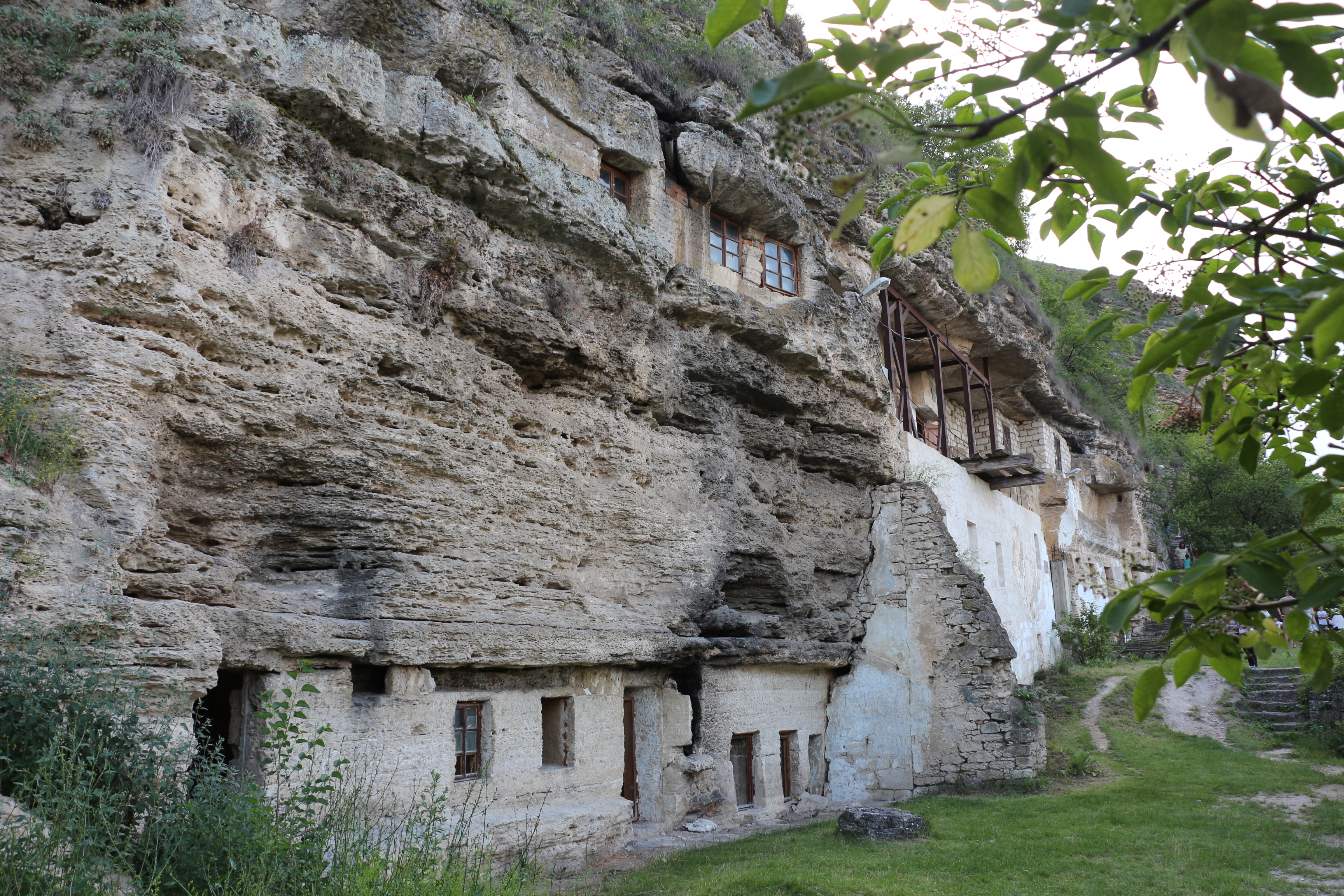
Kloster Țipova

### Sehenswerte Kirchen
- Kathedrale von Drochia

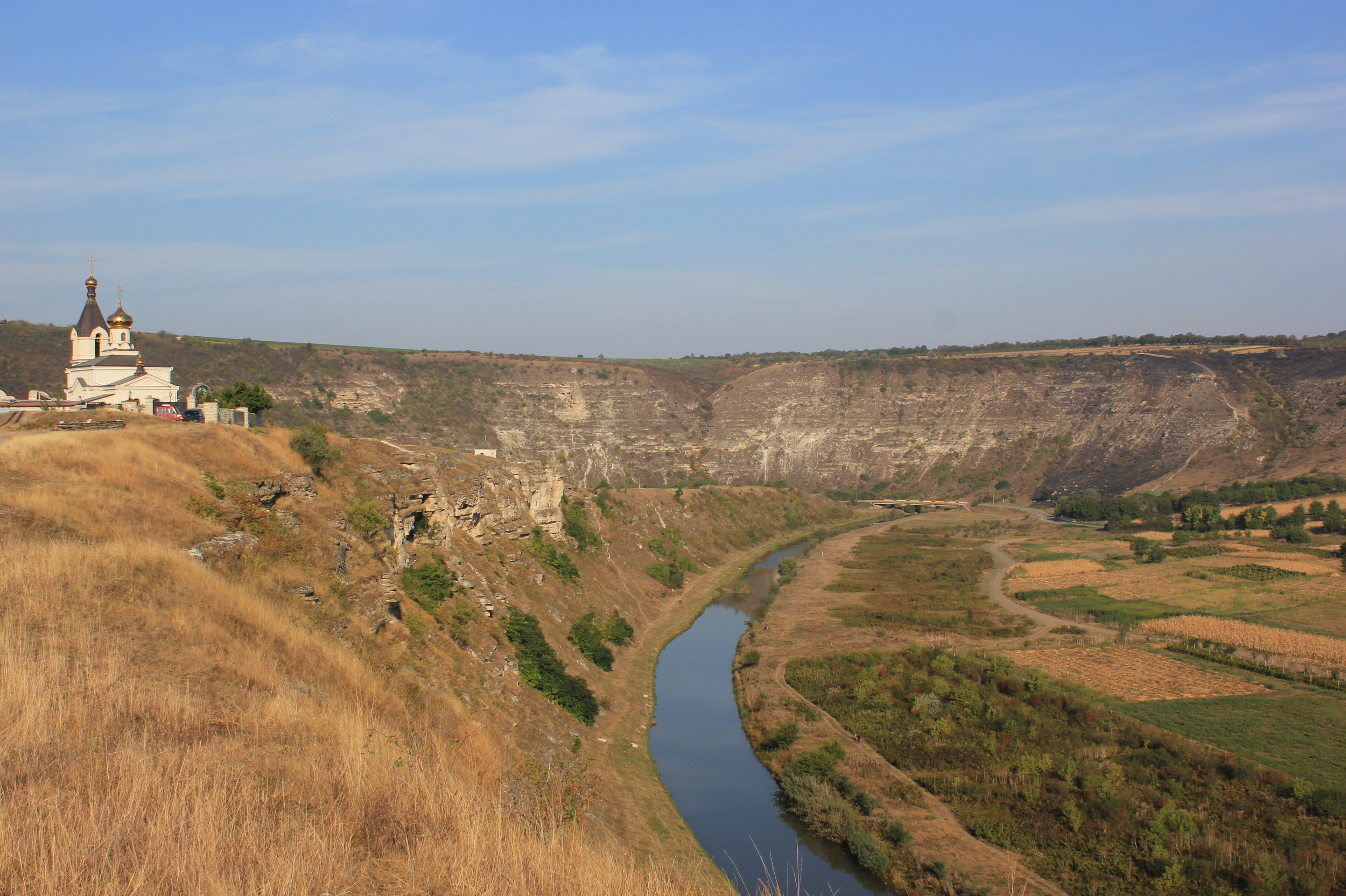
Klosterkirche und Höhlenkloster in Orheiul Vechi

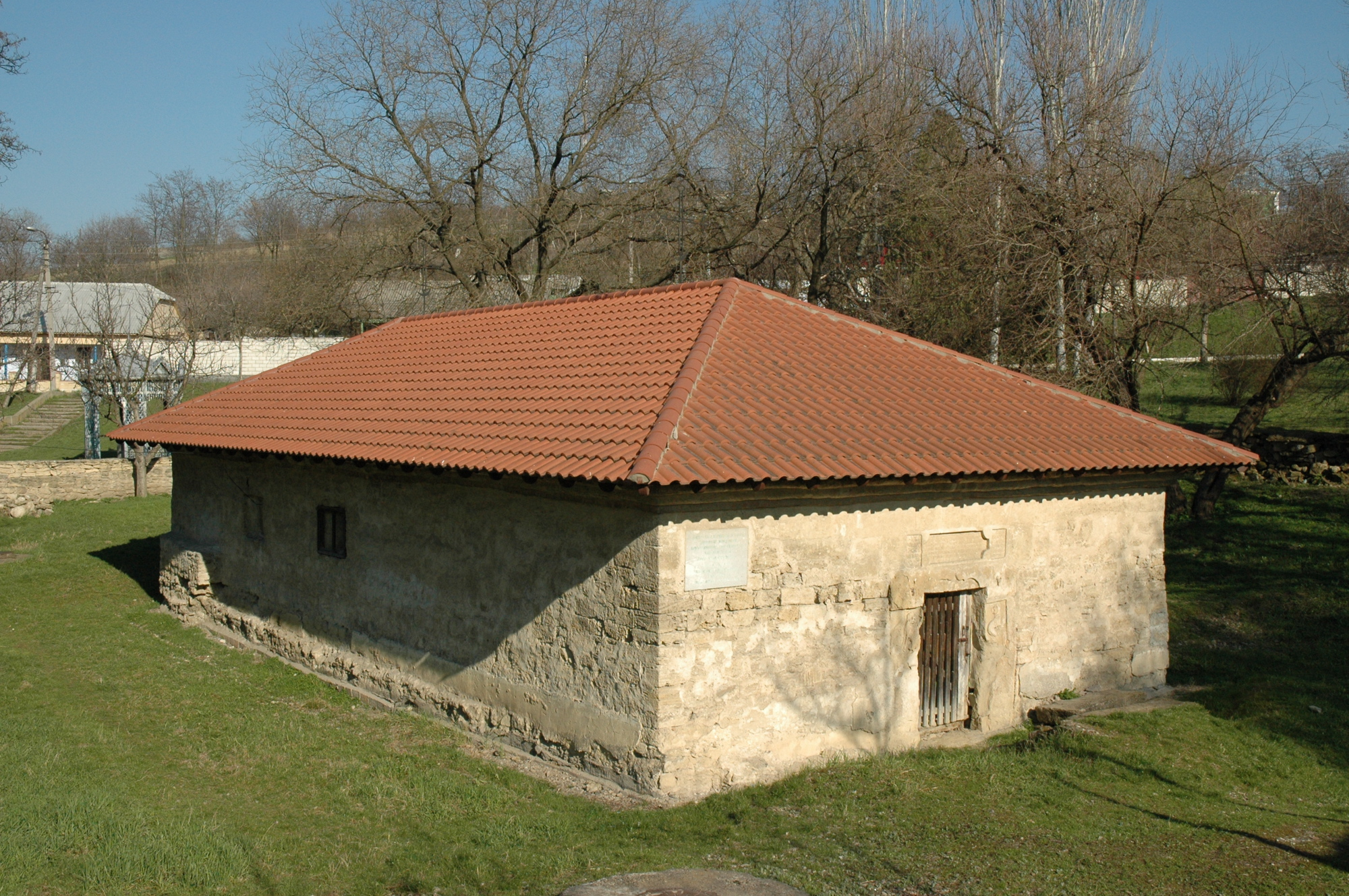
Kirche der Gewandlegung in Căușeni

- Kathedrale der Geburt des Herrn in Chișinău
- Catedrala Sfîntul Mare Mucenic Teodor Tiron in Chișinău
- St.-Teodora-de-la-Sihla-Kathedrale in Chișinău
- Dumitru-Kirche in Orhei
- Kirche der Gewandlegung in Căușeni (15. Jahrhundert)
- Höhlenkirche in Orheiul Vechi (17. bis 19. Jh.)
- Petrușeni (Holzkirche aus dem Jahr 1702)

### Stilistische Einflüsse
Aufgrund der wechselhaften Geschichte der Republik Moldau und anderer Einflüsse von außen (Handelswege) gibt es viele Einwirkungen auf die Gebäudestilistik. In der christlich-orthodox geprägten Republik Moldau, in der sich Polen, Österreicher und Westukrainer niederließen, gibt es viele Kirchen, die nach römisch-katholischem Vorbild errichtet sind, so die Domkirche des Heiligen Nikolaus in Bălți wie auch die katholischen Kirchen in Camenca und in Chișinău. Der Klassizismus des 19. Jahrhunderts beeinflusste die Stile ebenso wie die Arbeiten armenischer Architekten – Kirche der Grablegung in Belgorod am Dnjestr (15. Jahrhundert), die Gottesmutter-Kirche (1803) in Chișinău und die armenischen Kirchen in Bălți (20. Jahrhundert) und Hîncești (19. Jahrhundert).
Unter der Herrschaft des osmanischen Imperiums vom 15. bis zum 18. Jahrhundert wurden Kirchen oft heimlich gebaut. Die Kirche der Gewandlegung in Căușeni bildet ein Glanzlicht dieser Zeit. Zum Schutz vor Entdeckung gab man ihr ein unauffälliges Äußeres. Die Kirche wurde halb in den Boden eingegraben, später säkularisiert und zu einem Stall umfunktioniert.
Die intensivste Gründungsperiode in der Geschichte der moldauischen Architektur ist das letzte Viertel des 18. Jahrhunderts. In großer Zahl wurden Kirchen, Kathedralen und Klöster gebaut, was auf die Stabilisierung der politischen Situation zurückzuführen ist. Russland war im Laufe des gesamten 19. Jahrhunderts bemüht, seinen Einfluss in Bessarabien zu festigen. So war man bestrebt, den russischen Stil in der Kirchenarchitektur durchzusetzen. Das Russische Reich sparte nicht an Geld für den Kirchenbau. Angesichts riesiger zur Verfügung stehender Geldsummen entstanden Perlen der Kirchenarchitektur, wie die Kapelle des Mädchengymnasiums in Chișinău und das Ensemble auf dem ehemaligen Domplatz mit dem riesigen Kirchendom als Glockenturm.

### Burgen, Schlösser und Festungen

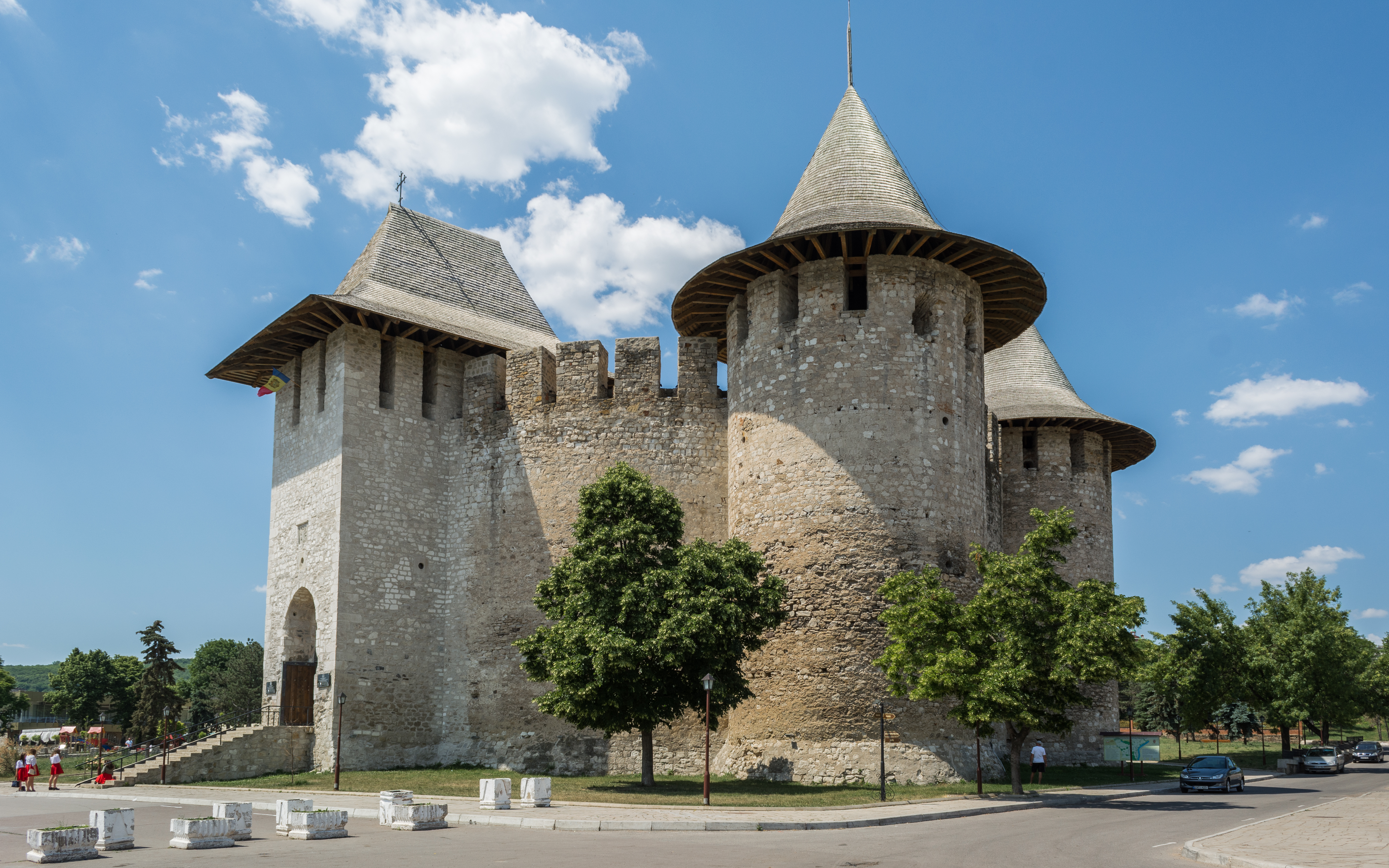
Burg Soroca

Viele moldauische Burgen aus dem Mittelalter (historische Gebiete waren z. B. Fürstentum Moldau, Bessarabien) liegen heute auf den Territorien Rumäniens und der Ukraine und nur noch wenige auf moldauischem Territorium, besonders zu nennen hier die Burg Soroca und die zur Festung erweiterte Burg Bender (Tighina). Viele kulturhistorisch wertvolle Gebäude befinden sich in der Hauptstadt Chișinău. Einige davon könnten als Stadtpalais angesehen werden. Die moldauische Denkmalschutzbehörde AIRM weist nahezu 900 Baudenkmäler aus, darunter 49 Herrenhäuser von Bojaren, aber ohne moldauische Burgen, Schlösser, Festungen oder Stadtpalais gesondert aufzulisten.

### Allgemein
- Offizielle Website der Regierung der Republik Moldau (rumänisch, russisch und englisch)
- Offizielle Website des Moldova-Institut Leipzig
- Moldau im Online-Lexikon zur Kultur und Geschichte der Deutschen im östlichen Europa der Carl von Ossietzky Universität Oldenburg und des Bundesinstitut für Kultur und Geschichte der Deutschen im östlichen Europa
- Landesinformationen des deutschen Auswärtigen Amtes
- Corina Ajder, Bettina Musiolek, Christa Luginbühl: Länderprofil Moldawien. Kampagne für Saubere Kleidung

### Rundfunkberichte
- Republik Moldau – Wahl zwischen Ost oder West, Deutschlandfunk – Hintergrund vom 29. November 2014
- Moldau, Moldawien, Bessarabien – Reise durch ein zerrissenes Land, Ö1 – Diagonal – Radio für Zeitgenoss/innen vom 12. Oktober 2019
- Phoenix plus: Moldau - Aufbruch nach Europa?, veröffentlicht am 1. Juni 2023